# Теорије завјере о атентату на Џона Кенедија
Теорије завјере о атентату на Џона Кенедија настале су недуго након атентата на Џона Кенедија 22. новембра 1963. као и након убиства Лија Харвија Освалда, кога је убио власник ноћног клуба — Џек Руби. У њима се наводе умијешаност ЦИА, мафије, потпредсједника САД — Линдона Џонсона, премијера Кубе — Фидела Кастра, КГБ-а или неке комбинације ових појединаца и ентитета. Оригинална истрага ФБИ и извјештај Воренове комисије, као и наводно „бенигно заташкавање ЦИА“, довели су до тврдње да је савезна влада намјерно прикрила кључне информације након атентата. Бивши окружни тужилац Лос Анђелеса — Винсент Буглиози, процијенио је да су укупно 42 групе, 82 убице и 214 људи оптужени у неком тренутку у различитим сценаријима завјере.
Године 1964. Воренова комисија је закључила да је Освалд дјеловао сам у убиству Кенедија. Године 1979. Одабрана комисија за убиства Представничког дома Сједињених Држава (HSCA), закључила је да је Кенеди вјероватно убијен у завјери и да Освалд није дјеловао сам. HSCA је закључила да је други наоружани нападач такође пуцао на Кенедија, на основу акустичних доказа који су касније дискредитовани. Српски књижевник и преводилац Јосипа Броза Тита — Иван Ивањи, изјавио је да су југословенски безбједњаци реконструисали догађај годину дана након атентата, када се Тито спремао за посјету Источном Берлину. Они су возили кола са лутком, а најбољи снајперисти су пуцали са исте висине са које је објављено да је убица пуцао и нису могли да погоде, због чега су закључили да је било немогуће да га погоди са три метка са те висине.

## Позадина
Предсједник Сједињених Америчких Држава — Џон Кенеди, убијен је из ватреног оружја док је путовао у колони аутомобила у лимузини са отвореним кровом у Даласу, у петак 22. новембра 1963. године. Ли Харви Освалд је ухапшен због убиства полицајца из Даласа истог дана — Џеферсона Дејвиса Типита и оптужен је за оба убиства. У недељу, 24. новембра, власник ноћног клуба — Џек Руби, убио је Освалда.
Непосредно након што је предсједник Кенеди убијен, почеле су да се развијају разне теорије завјере, а емитери су навели да су можда умијешани десничари из Даласа. Рубијево убиство Освалда појачало је почетне сумње. Међу теоретичарима завјере, за аутора Марка Лејна је написано да је „испалио први књижевни хитац“ са својим чланком „Одбрамбени поднесак за Освалда“, у издању часописа National Guardian од 19. децембра 1963. године. Књига Томаса Бјукенана „Ко је убио Кенедија?“ објављена у мају 1964. године, сматра се првом књигом у којој се наводи завјера.
Године 1964. Воренова комисија је закључила да је Освалд дјеловао сам и да ниједан вјеродостојан доказ не подржава тврдњу да је био умијешан у завјеру за атентат на предсједника. Комисија је такође навела да су државни секретар — Дин Раск, секретар одбране — Роберт Макнамара, министар финансија — Кларенс Даглас Дилон, генерални тужилац — Роберт Ф. Кенеди, директор ФБИ — Џон Едгар Хувер, директор ЦИА — Џон Макоун и шеф тајне службе — Џејмс Роули, вршили своје истраге и да је сваки појединачно дошао до истог закључка на основу информација које су им доступне. Истрага ФБИ и извјештај комисије, довели су до тврдње да је влада намјерно прикрила информације након атентата. Током суђења Клеју Шоу 1969. године, окружни тужилац Њу Орлеанса — Џим Гарисон, оспорио је теорију о једном метку, тврдећи да Запрудеров филм, нијеми филм који је снимио Абрахам Запрудер, а приликом којег је снимљен атентат, указује на то да је смртоносни хитац у Кенедијеву главу испаљен са „травнатог брежуљка“, малог брда које је истакнуто у каснијим теоријама завјере.
Године 1979. Одабрана комисија за убиства Представничког дома Сједињених Америчких Држава (HSCA), сложила се са извјештајем Воренове комисије да је Освалд убио Кенедија, али је закључила да су извјештај комисије и оригинална истрага ФБИ имали озбиљне недостатке. HSCA је закључила да су испаљена најмање четири хица, са „великом вјероватноћом“ да су два наоружана мушкарца пуцала на предсједника и да је вјероватно у питању завјера. HSCA је навела да Воренова комисија „није успјела да адекватно истражи могућност завјере за атентат на предсједника“.
Документи у складу са чланом 5 Закона о прикупљању докумената о убиству предсједника Џона Кенедија из 1992. морали су да буду објављени у року од 25 година од ступања закона на снагу 26. октобра 1992. године. Већина докумената је објављена 26. октобра 2017. године. Примјењујући одредбу закона из 1992. која дозвољава предсједнику да продужи рок, предсједник САД — Доналд Трамп, одредио је нови рок до 26. октобра 2021. за објављивање преосталих докумената. У октобру 2021. предсједник Џо Бајден је додатно продужио рок до 15. децембра 2022. године, наводећи кашњење због пандемије ковида 19.

### Мишљење јавности
Аутор Џон Мекадамс изјавио је да је „теорија завјере о Кенедијевом атентату најчувенија и највећа од свих теорија завјере“, док су је други често називали „мајком свих завјера“. Број књига написаних о атентату на Кенедија се процјењује на између 1.000 и 2.000. Према Винсенту Буглиозију, 95% тих књига је „за завјеру и против Воренове комисије“. Буглиози је такође процијенио да су укупно 42 групе, 82 убице и 214 људи оптужени у неком тренутку у различитим сценаријима завјере.
Аутор Дејвид Крајичек описао је ентузијасте око Кенедијевог атентата као људе који припадају „теоретичарима завјере“ с једне стране и „разоткривачима“ с друге стране. Велика количина контроверзи око атентата резултирала је огорченим споровима између оних који подржавају закључак Воренове комисије и оних који га или одбацују или су критични према званичном објашњењу, при чему је свака страна упућивала оптужбе на другу страну за „наивност, цинизам и селективно тумачење доказа“.
Истраживања јавног мњења су досљедно показала да већина Американаца вјерује да је постојала завјера да се убије предсједник Кенеди. Исте анкете такође показују да нема сагласности о томе ко је још могао бити умијешан у пуцњаву. Анкета организације  из 2003. објавила је да 75% Американаца не вјерује да је Ли Харви Освалд дјеловао сам. Исте године, анкета мреже ABC News, показала је да 70% испитаника сумња да је у атентату учествовало више од једне особе. Године 2009. 76% људи анкетираних за мрежу CBS News, изјавило је да вјерује да је предсједник убијен као резултат завјере. У анкети организације Gallup, Inc из 2013. 61% Американаца изјавило је да вјерује да су умијешани и други људи осим Освалда, што је најнижа цифра у скоро 50 година.
Гувернер Тексаса за вријеме атентата Џон Конали, који је и сам био рањен том приликом, у интервјуу датом око 3 година након атентата је јавно подржао налазе и закључке Воренове комисије. У интервјуу датом 15. јуна 1991. године за C-SPAN је изјавио да има доста чудних ствари везаних за атентат, и да не зна да ли је било неке завјере око атентата на предсједника. Рекао је да, ако је било других починилаца атентата сем Освалда, да нису пронађени, ни идентификовани. Навео је да се доста необичних ствари десило приликом атентата, и да је то довело до развоја великог броја теорија завјера. На питање о свом личном мишљењу о томе, рекао је да мисли да су чланови Комисије одрадили добар посао. Додао је да има своје замјерке на рад Комисије и на медицинске анализе извршене над Кенедијем, али и да је знао сваког од чланова Воренове комисије лично, да вјерује да су они урадили све што су могли на најбољи начин, и да не може ни да замисли да су људи попут будућег предсједника Џералда Форда, главног судије Врховног суда Ерла Ворена, и многих других истакнутих људи који су били чланови те комисије, учествовали у заташкавању таквог случаја.  Међутим новинар Даг Томпсон је тврдио да му је Конали у приватном разговору 1982. године изнео сасвим супротан став. На Томпсоново питање о томе да ли он мисли да је Ли Харви Освалд пуцао из оружја којим је Кенеди убијен, Конали је одговорио: "Апсолутно не. Ни за секунду не вјерујем налазима Воренове комисије." На Томпсоново потпитање о томе зашто јавно није причао о свом мишљењу, добио је одговор: "Зато што волим ову државу, и у то време је свима нама требало окончање ове приче. Никада јавно нећу говорити о томе шта мислим."
Југословенски безбједњаци су, у својој реконструкцији догађаја, утврдили да Освалд није дјеловао сам.

### Мишљења људи блиских Кенедију
Кенедијев братанић — Роберт Ф. Кенеди млађи, вјерује да је његов стриц убијен у завјери, и подржао је књигу JFK and the Unspeakable, Џејмса Дагласа. Такође је рекао да је његов отац — Роберт Ф. Кенеди, који је јавно подржао Воренову комисију, приватно назвао то „лошим комадом израде“ и био је „прилично убијеђен“ да су и други осим Освалда умијешани у убиство његовог брата.

## Докази о заташкавању

### Позадина
Након Освалдове смрти, директор ФБИ — Џон Едгар Хувер, написао је допис у којем је детаљно навео да полиција Даласа не би имала довољно доказа против Освалда без информација из агенције ФБИ, а затим је написао: „Оно око чега сам забринут, као и [замјеник државног тужиоца] господин Каценбах, има нешто издато како бисмо могли да убиједимо јавност да је Освалд прави убица.“ Највиши владини и обавјештајни званичници су такође открили да је, према пресретнутим информацијама ЦИА, неко глумио Освалда у телефонским позивима и посјетама совјетским и кубанским амбасадама у Мексико Ситију, неколико недеља прије убиства. Током наредних 40 година, то је постало једна од најстроже чуваних тајни ЦИА о случају Освалд. Службеница агенције за каријеру у ЦИА — Ана Гудпастур, признала је под заклетвом да је сама ширила снимке ових телефонских позива. Она је првобитно 1970. године негирала конгресним истражитељима да је имала било каква сазнања о снимцима Освалдових телефонских позива.
Дана 23. новембра 1963. године, дан након атентата, директор ФБИ — Џон Едгар Хувер, изнио је прелиминарну анализу атентата, у којој је наведено:
Централна обавјештајна агенција је обавијестила да је 1. октобра 1963. изузетно осјетљив извор извијестио да је особа која се представља као Ли Освалд контактирала совјетску амбасаду у Мексико Ситију и распитивала се за било какву поруку. Специјални агенти овог Бироа, који су разговарали са Освалдом у Даласу у Тексасу, посматрали су фотографије горе поменуте особе и слушали снимак његовог гласа. Ови специјални агенти сматрају да поменута особа није Ли Харви Освалд.
Истог дана, Хувер је телефоном разговарао са предсједником Џонсоном о случају:

Џонсон: „Да ли сте утврдили нешто више о [Освалдовој] посјети совјетској амбасади у Мексику у септембру?“

Хувер: „Не, постоји један угао који је веома збуњујући из овог разлога. Овдје горе имамо траку и фотографију човјека у совјетској амбасади, који користи Освалдово име. Та слика и трака не одговарају гласу овог човјека нити његовом изгледу. Другим ријечима, чини се да је постојала друга особа која је била у совјетској амбасади.“
Предсједник Џонсон је изразио забринутост да би јавност могла да повјерује да су совјетски лидер — Никита Хрушчов и кубански лидер — Фидел Кастро, умијешани у атентат, што је ситуација за коју је Џонсон рекао да би могла да доведе до рата „који би могао да убије 40 милиона Американаца за сат времена“. Џонсон је пренио своју забринутост и главном судији — Ерлу Ворену, као и сенатору Ричарду Раселу, рекавши им да би могли да „служе Америци“ тако што ће се придружити комисији коју је Џонсон основао да истражи атентат, а која ће касније постати незванично позната као Воренова комисија. Заузврат, Каценбах је написао меморандум помоћнику Линдона Џонсона — Билу Мојерсу, у којем је, између осталог, рекао да резултати истраге ФБИ треба да буду објављени. Каценбах је такође предложио да се формира комисија, састављена од људи са „беспрекорним интегритетом“, која би спровела потпуну истрагу о атентату. Каценбах је написао: „спекулације о Освалдовој мотивацији би требало да буду прекинуте и требало би да имамо неку основу за побијање мисли да је ово била комунистичка завјера или (како каже штампа гвоздене завјесе) завјера деснице да се за то окриве комунисти." Такође је написао: „јавност мора да буде задовољна тиме да је Освалд био атентатор; да није имао савезнике који су још увијек на слободи и да су докази били такви да би он био осуђен на суђењу.“ Четири дана након Каценбаховог меморандума, Џонсон је формирао Воренову комисију са Ерлом Вореном као предсједавајућим и сенатором Ричардом Раселом као чланом.

### Наводне недосљедности
Бројни истраживачи, укључујући ауторе Марка Лејна, Хенрија Харта, Мајкла Курца, Џералда Мекнајта, Ентонија Самерса и Харолда Вајсберга, позивали су се на оно што они виде као недосљедности, пропусте, искључење доказа, грешке, промјену прича или промјене у свједочењу свједока у званичној истрази Воренове комисије, за које кажу да би могло да сугерише заташкавање.
Мајкл Бенсон је написао да је Воренова комисија примила само информације које јој је доставио ФБИ и да је њена сврха била да потврди теорију о усамљеном наоружаном човјеку.
Волтер Кронкајт, водитељ мреже CBS News, изјавио је: „иако је Воренова комисија имала пуну моћ да спроведе сопствену независну истрагу, дозволила је ФБИ и ЦИА да сами себе истраже и тако је бацила трајну сјенку на одговоре.“
Сенатор Сједињених Држава и члан Одабраног одбора за обавјештајне послове Сената САД — Ричард Швајкер, изјавио је: „фатална грешка коју је Воренова комисија направила била је што није користила сопствене истражитеље, већ се ослањала на особље ЦИА и ФБИ, што је директно ишло на руку вишим члановима обавјештајне службе који су руководили заташкавањем.“ Швајкер је такође рекао писцу Ентонију Самерсу 1978. да вјерује да је Воренова комисија основана у то вријеме да храни паблум америчкој јавности из још непознатих разлога, као и „да се у то вријеме догодило једно од највећих заташкавања у историји наше земље“.
Године 1966. Роско Драмонд је изразио скептицизам у вези са заташкавањем у својој колумни са синдикатима, изјавивши, „ако је постојала завјера да се прикрије истина о атентату, она би морала да укључује главног судију, републиканске, демократске и непартијске чланове комисије, ФБИ, ЦИА, тајну службу, угледне докторе оружаних снага и Бијелу кућу, што је завјера толико вишеструка и сложена да би пала од саме себе.”

## Наводи о петљању са свједоцима, застрашивању и прљавој игри

### Наводно застрашивање свједока
Ричард Бајер је написао да су многи свједоци чије изјаве упућују на завјеру били игнорисани или застрашени од стране Воренове комисије. У биографији о Џин Хил из 1992. године — JFK: The Last Dissenting Witness, Бил Слоан је написао да је помоћник адвоката Воренове комисије — Арлен Спектер, покушао да понизи, дискредитује и застраши Хил да би промијенио њену причу. Хил је такође рекла Слоун да су је злостављали агенти Тајне службе, да је малтретирао ФБИ и да је добијала пријетње смрћу.
У својој наредној књизи, под насловом JFK: Breaking the Silence, Слоун је написао наводе неколико очевидаца атентата, који су рекли да су анкетари Воренове комисије више пута прекидали или гушили било какве коментаре доводећи у сумњу закључак да је Освалд дјеловао сам.
У својој књизи Crossfire, Џим Марс је написао извјештаје о неколико људи који су рекли да су их застрашили или агенти ФБИ или анонимни појединци да измијене или потисну оно што су знали у вези са атентатом. Неки од тих појединаца су Ричард Кер, Аквила Клемонс, Сенди Спикер и Еј Џеј Миликан. Марс је такође написао да је радник Тексашког складишта школских књига — Џо Молина, био „заплашен од стране власти и изгубио је посао убрзо након атентата“, а да је свједок Ед Хофман био упозорен од стране агента ФБИ да би „могао да погине“ ако открије шта је посматрао у Дила плази на дан атентата.
Ворен Рејнолдс, који је тврдио да је видио убицу полицајца Типита и јурио га, упуцан је у главу у јануару 1964, два дана након првог разговора са ФБИ и преживио је. Рејнолдс је касније свједочио Вореновој комисији да је у фебруару 1964. неко покушао да киднапује његову десетогодишњу ћерку. Воренова комисија никада није питала Рејнолдса шта је човјек кога је видио носио, упркос томе што је Рејнолдс рекао да је касније сазнао да је човјек оставио свој „капут“ на паркингу, а тамо је пронађена јакна са патент затварачем.

### Смрт свједока
Оптужбе о мистериозним или сумњивим смртима свједока повезаних са атентатом на Кенедија потекле су од новинара Пена Џонса млађег, а објављене су у часопису Ramparts у октобру 1966. У чланку у часопису Ramparts наводи се десет људи који су умрли у року од три године од атентата:
- Џим Кете, један од двојице репортера[в] који су отишли у Рубијев стан ноћ након што је Руби упуцао Освалда, одлучио је да напише књигу о атентату на Кенедија. Међутим, преминуо је 21. септембра 1964. Уљез је провалио у његов стан у Даласу и убио га карате ударцем у врат.[85]
- Бил Хантер, други од двојице новинара који су отишли у Рубијев стан ноћ након што је Руби упуцао Освалда. Вратио се у Далас да би следеће године пратио суђење Рубију за часопис Long Beach Press-Telegram. Шест недеља касније, 23. априла 1964. умро је у Лонг Бичу, гдје га убио полицајац пуцњем у полицијској станици.[84] Око 2 сата ујутру, Хантер је сједио за својим столом у просторији за штампу полицијске станице у Лонг Бичу и читао роман под називом Зауставите овог човјека, када су два детектива ушла у собу. Првобитно, један детектив је изјавио да је испустио пиштољ, због чега је опалио када је ударио у под. Касније, на суђењу, промијенио је своју причу и рекао је да су се он и други детектив „играли“ са својим напуњеним оружјем када је пиштољ опалио.[84] Пуцањ је оцијењен као случајан и обојица су осуђени на три године условно.[84]
- Вилијам Вејли, таксиста који је одвео Освалда са мјеста атентата, погинуо је у саобраћајној несрећи у децембру 1965. поред возача аутомобила који се забио у његову кабину. Џонс млађи написао је за њега да је „први таксиста у Даласу који је умро на дужности од 1937. године“.[86]
- Ерлајн Робертс (или Ерлин Робертс), Освалдова газдарица (власница стамбене куће у којој је Освалд живио), умрла је од срчаног удара у јануару 1966, у 60 години, а обдукција није обављена.[87] Робертс је свједочила пред Вореновом комисијом да је Освалд стигао кући око 13.00 часова. 22. новембра 1963. а док је био у кући, испред куће се паркирао аутомобил полиције Даласа, у којем су била два униформисана полицајца. Она је изјавила да је возач двапут затрубио прије него што је кренуо, а убрзо након тога Освалд је напустио кућу.[87]
- Том Хауард, који је био један од Рубијевих адвоката, такође је отишао у Рубијев стан са Кетеом и Хантером ноћ након што је Руби упуцао Освалда. Умро је од срчаног удара у марту 1965. у 48 години, након што се неколико дана прије тога чудно понашао и није препознавао своје пријатеље; обдукција није обављена.[88]
- Ли Бауерс, свједок који је био у жељезничком торњу који је гледао на Дила плазу у вријеме атентата, погинуо је у августу 1966. након што је његов аутомобил ударио у ослонац моста, а свједоци су изјавили да га је црни аутомобил изгурао са пута.[89]
- Хенк Килам, чија је жена била „дјевојка за цигарете“ (или плесачица) у Рубијевом клубу, након атентата, преселио се на Флориду. Умро је у марту 1964. године; примио је телефонски позив у 4 сата ујутру, након чега је отишао у зграду у центру Пенсаколе, гдје је „скочио или пао“ кроз прозор на првом спрату и искрварио од посјекотина на грлу, међу комадима разбијеног стакла.[90]
- Едвард Бенавидес, брат Доминга Бенавидеса, кључног свједока у пуцњави Џеферсона Дејвиса Типита (Доминго Бенавидес је видио стријелца и ушао је у Типитов ауто како би преко радија позвао помоћ), умро је у фебруару 1965. од пуцња у главу у бару, а нико други није убијен у пуцњави у бару. Џонс млађи је наговијестио да је ријеч о погрешном идентитету и да је Доминго Бенавидес био мета.[91] Доминго Бенавидес је изјавио да Типитов убица није личио на Освалда, због чега је добијао пријетње смрћу, а након што је Едвард Бенавидес убијен, промијенио је причу и рекао је да је убица личио на Освалда.[92]
- Ненси Џејн Муни, звана Бети Макдоналд, била је стриптизета у клубу Џека Рубија. Муни је ухапшена због туче са својом цимерком и наводно се објесила у затворској ћелији у Даласу.[93] Муни је дала алиби осумњиченом убици Ворена Рејнолдса, након што је Рејнолдс, који је рекао да је видио убицу Типита и пријавио то ФБИ, упуцан у главу у јануару 1964. године.[94]
- Дороти Килгален, била је новинарка и Кенедијева блиска пријатељица. Пронађена је мртва у својој кући у новембру 1965.[95] У чланку у часопису Ramparts, такође се наводи да су се Освалд и Руби познавали од раније.[94] као и да је Руби имао познанства у криминалним групама.[96]

Године 1973, сличне тврдње о сумњивим смртима свједока привукле су националну пажњу филмом Executive Action, који је био објављен у биоскопима. Године 1989. Џим Марс је објавио списак од 103 особе за које је вјеровао да су умрле „прикладном смрћу“ под сумњивим околностима. Он је напоменуо да су смрти груписане око истрага које је водила Воренова комисија, окружни тужилац Њу Орлеанса — Џим Гарисон, Сенатски одбор за обавјештајне послове и Одабрана комисија Представничког дома за атентате. Марс је истакао да би те смрти биле згодне за свакога ко не жели да истина о убиству Кенедија постане јавна. Ричард Белзер је 2013. објавио књигу Листа за одстрел: Детаљна истрага о мистериозним смртима свједока атентата на ЏФК, која испитује смрт 50 људи повезаних са атентатом и тврди да је већина њих убијена као дио заташкавања.
Винсент Буглиози је посветио двије странице своје књиге Враћање историје: Убиство предсједника Џона Ф. Кенедија новинарки Дороти Килгален, која је била јавно скептична према званичној верзији убиства предсједника Кенедија и пуцања Џека Рубија на Лија Освалда. Током 1964. и 1965. написала је неколико новинских чланака на ту тему и многе релевантне кратке прилоге у својој дневној колумни. Дана 23. фебруара 1964, њујоршке новине New York Journal-American, у којима је Килгален радила од оснивања 1937, објавиле су њен чланак о разговору који је водила са Џеком Рубијем, када је он сједио за столом одбране током пауза у његовом суђењу за убиство.
Да ли су Килгален и Руби имали други разговор у приватној просторији у згради суда у округу Далас у Тексасу неколико дана касније је спорно. Ако јесу, никада није писала о томе за објављивање. Један од биографа Килгален — Марк Шо, тврдио је да чак и да Руби није открио Килгален осјетљиве информације о атентату, ипак је могла да сазна осјетљиве информације током путовања у Њу Орлеанс неколико недеља прије него што је умрла.
Килгаленина последња кратка ставка о атентату на Кенедија, објављена 3. септембра 1965. године, завршила се ријечима: „Та прича неће умријети све док је жив прави репортер – а има их много живих.“ Два мјесеца касније, 8. новембра 1965, Килгален је пронађена мртва у својој градској кући на Менхетну. Утврђено је да је њена смрт узрокована комбинацијом алкохола и барбитурата. Буглиози је назвао Килгаленину смрт 1965. године као „можда најистакнутијом мистериозном смрћу“ коју наводе истраживачи атентата. Додао је да присуство Килгалениног мужа и сина у њиховој петоспратници током ноћи када је умрла доказује да она није могла да буде убијена. Буглиози је истакао да би уљез пробудио њеног мужа или њеног једанаестогодишњег сина, а затим би њен муж позвао полицију.
Према аутору Џерому Кроту, мафијашке личности, као што су Сем Ђанкана, Џон Росели, Карлос Прио, Џими Хофа, Чарлс Николети, Лео Мочери, Ричард Кејн, Салваторе Гранело и Дејв Јарас, вјероватно су убијени да би их спријечили да открију своја сазнања. Према аутору Метјуу Смиту, други који су у некој вези са случајем, а који су умрли сумњивом смрћу су Ли Бауерс, Гери Андерхил, Вилијам Саливан, Дејвид Фери, Клеј Шо, Џорџ де Мореншилд, четири глумице које су радиле за Џека Рубија, као и Руби.
Одабрана комисија за атентате Представничког дома истраживала је још једну наводну мистериозну смрт — Роуз Черами, чије је право име било Мелба Кристин Меркадес. Комитет је извијестио да је поручник државне полиције Луизијане — Френсис Фруџ, отпутовао у Јунис 20. новембра 1963. године, два дана прије атентата, да покупи Черами, која је задобила лакше повреде када ју је ударио аутомобил. Фруџ је одвезао Черами у болницу и рекао да му је на путу до тамо испричала да долази са Флориде у Далас са двојицом мушкараца који су били Италијани или су личили на Италијане. Фруџ ју је питао шта планира да уради у Даласу, на шта је она одговорила: „... број један покупи нешто новца, покупи [моју] бебу и ... убиј Кенедија.“ Лијечена је у државној болници у Џексону у Луизијани од алкохолизма и зависности од хероина. Након атентата, поручник Фруџ је контактирао капетана полиције Даласа — Вила Фрица, у вези са оним што је сазнао од Черами, али му је Фриц рекао да „није заинтересован“.
Током 1970-их, доктор у државној болници — Виктор Вајс, рекао је истражитељу Комисије за атентате Представничког дома да му је 25. новембра, три дана након атентата, један од његових колега доктора рекао да је Черами „прије атентата изјавила да ће предсједник Кенеди да буде убијен“. Доктор Вајс је такође изјавио да му је Черами после атентата рекла да је радила за Џека Рубија и да њено сазнање о атентату потиче из „ријечи из подземља“. Черами је пронађена мртва близу аутопута у близини Биг Сендија у Тексасу, 4. септембра 1965. године; прегазио ју је аутомобил.
За убиство Типита, Воренова комисија је именовала 12 свједока пуцњаве и њених посљедица. Један од свједока — Ворен Рејнолдс, упуцан је у главу два мјесеца након пуцњаве у Типита, али је преживио. Други свједок — Доминго Бенавидес, који је био близу пуцњаве и видео Типита како пада након што је упуцан, изгубио је брата 15 мјесеци након убиства Типита; Бенавидесов брат је погођен у главу у бару и умро је.
Одабрана комисија за атентате Представничког дома истражила је тврдње „да је статистички невјероватан број појединаца са неком директном или периферном повезаношћу са Кенедијевим атентатом умро као резултат тог атентата, подижући на тај начин баук завјере“. Шеф истраживања комитета је изјавио: „наш коначни закључак о овом питању је да расположиви докази не утврђују ништа о природи ових смрти што би указивало да су смрти на неки начин, било директно или периферно, узроковане убиством предсједника Кенедија или било којим аспектом накнадне истраге.“
Аутор Џералд Познер рекао је да је Марсова листа узета из групе од око 10.000 људи који су чак и на најслабији начин повезани са атентатом, укључујући особе идентификоване у званичним истрагама, као и истраживањима теоретичара завере. Познер је рекао и да би било изненађујуће да стотину људи од десет хиљада није умрло на „неприродне начине”. Он је такође истакао да више од половине људи на Марсовој листи није умрло мистериозно, већ природним путем, као што је агент Тајне службе Рој Келерман, који је умро од срчане инсуфицијенције у 69. години 1984. године, дуго након Кенедијевог атентата, али је на Марсовој листи као неко чији је узрок смрти „непознат“. Познер је такође истакао да многи истакнути свједоци и истраживачи завјере настављају да живе и дуго након атентата.

## Наводи о прикривању доказа, петљању и фалсификовању
Многи од оних који вјерују у завјеру за атентат на Кенедија, такође вјерују да су докази против Освалда подметнути, фалсификовани или манипулисани.

### Потискивање доказа

#### Игнорисана свједочења
Неки истраживачи тврде да је Воренова комисија игнорисала изјаве свједока које указују на завјеру. Џозаја Томпсон је навео да је Комисија игнорисала свједочење седам очевидаца који су рекли да су видјели дим у близини травнатог брежуљка у вријеме атентата, као и осмог свједока који је рекао да је осјетио мирис барута. Џим Марс је написао да Комисија није тражила свједочење очевидаца на троструком подвожњаку чије изјаве упућују на стријелца на травнатом брежуљку.

#### Заплијењени филмови и фотографије
Други истраживачи су извијестили да су свједоцима који су снимили атентат путем фотографија или филма, заплијењене камере од стране полиције или других власти. Писац Џим Марс и продуцент документарних филмова — Најџел Тарнер, представили су причу Гордона Арнолда који је рекао да су његов филм о колони узела два полицајца убрзо након атентата. Други свједок, идентификована као Беверли Оливер, јавила се 1970. године и рекла да је она „госпођа Бабушка“ која се види у Запрудеровом филму како снима колону. Она је такође рекла да су је након атентата на послу контактирала два мушкарца за које је мислила да су или агенти ФБИ или Тајне службе. Према ријечима Беверли Оливер, мушкарци су јој рекли да желе да јој узму филм, да га развију и да јој га врате у року од десет дана. Агенти су узели њен филм, али га никада нису вратили.

#### Задржана документа
Ричард Бајер и други су се жалили да су многа документа која се односе на атентат били скривена током година, укључујући документе из истрага које су водили Воренова комисија, Одабрана комисија Представничког дома за атентате и Црквени комитет. Ови документи су појединачно укључивали обдукцију предсједника, а неки документи нису планирани за објављивање до 2029. Многе документе је током и крајем 1990-их објавио Одбор за ревизију докумената о убиствима (ARRB) у складу са Законом о прикупљању докумената о атентату на предсједника Џона Кенедија из 1992. године, али неки од објављеног материјала садржи редиговане дијелове. Информације о пореским пријавама, које су идентификовале послодавце и изворе прихода, још нису објављене.
Постојање неколико тајних докумената везаних за атентат, као и дуг период тајности, некима сугерише могућност заташкавања. Један историчар је написао: „постоји широко распрострањена сумња у то да Влада располаже записима о убиству Кенедија, а проистиче из увјерења да савезни званичници (1) нису ставили на располагање све владине записе о убиствима (чак и Вореновој комисији, Црквеном одбору, Комитету за атентате) и (2) у великој мјери су редиговали записе објављене у складу са FOIA како би прикрили злокобне завјере.“ Према ARRB, „сви записи Воренове комисије, осим оних који садрже информације о пореским пријавама, (сада) су доступни јавности са само мањим редакцијама.“ У одговору на захтјев Закона о слободи информација који је поднио новинар Џеферсон Морли, ЦИА је 2010. године навела да има преко 1.100 докумената у вези са атентатом, укупно око 2.000 страница, а да нису пуштени у јавности због забринутости везаних за националну безбједност.

### Петљање са доказима
Неки истраживачи су тврдили да су различити материјални докази манипулисани, укључујући „један метак“ (који неки критичари званичних објашњења називају „магични метак“), разне патроне и фрагменте метака, шофершајбну предсједничке лимузине, папирну кесу у којој је Воренова комисија рекла да је Освалд сакрио пушку, такозване фотографије из „задњег дворишта“ које приказују Освалда како држи пушку, Запрудеров филм, фотографије и рендгенске снимке добијене на Кенедијевој аутопсији, као и само предсједниково мртво тијело.

#### Фотографије
Међу доказима против Освалда су фотографије на којима у свом дворишту држи пушку каркано, оружје које је Воренова комисија идентификовала као оружје убиства. Одабрана комисија Представничког дома за атентате закључила је да су фотографије Освалда оригиналне, а Освалдова супруга — Марина Освалд Портер, изјавила је да их је она снимила. Године 2009. часопис Perception објавио је налазе Ханија Фарида, професора на Одсјеку за компјутерске науке на колеџу Дартмут, који је користио софтвер за 3Д моделирање да анализира једну од фотографија. Он је показао да један извор свјетлости може да створи наизглед нескладне сјенке и закључио је да фотографија не открива никакве доказе неовлашћеног приступа. Истраживач Роберт Гроден тврди да су те фотографије лажне.
Гроден је 1979. године изјавио да су четири аутопсијске фотографије које показују Кенедијев потиљак биле кривотворене да би се сакрила рана испаљена од другог наоружаног нападача. Према Гродену, преко друге је уметнута фотографија главе леша која приказује велику излазну рану на потиљку предсједника. Главни адвокат HSCA — Роберт Блејки, изјавио је да је „сугестија да би комисија учествовала у заташкавању апсурдна“, као и да Гроден „није компетентан да донесе пресуду о томе да ли је фотографија измијењена“. Блејки је навео да је панел за фотографску анализу Комитета прегледао фотографије и да су „размотрили све“ што је Гроден имао да каже „и одбацили су то“.

#### Запрудеров филм
Одабрана комисија Представничког дома за атентате описала је Запрудеров филм као „најбољи доступни фотографски доказ о броју и времену пуцања који су погодили путнике у предсједничкој лимузини“. Одбор за разматрање атентата рекао је да је то „можда најважнији запис о атентату“. Према Винсенту Буглиозију, филм је „првобитно рекламирала велика већина теоретичара завјере као непобитни доказ завјере“, али сада за њега многи теоретичари завјере вјерују да је „софистицирани фалсификат“. Џек Вајт, фотографски консултант у Комисији за убиства Представничког дома, тврдио је да има аномалија у Запрудеровом филму, укључујући „неприродна нагла кретања или промјене фокуса… у одређеним секвенцама кадрова“. Године 1996. Одбор за ревизију атентата затражио је од инжињера производа кодак — Роланда Заваде, да предузме темељну техничку студију Запрудеровог филма. Завада је закључио да на оригиналној верзији филма нема видљивих доказа о манипулацији или измјени слике.
Бивши високи званичник Националног центра за тумачење фотографија у ЦИА — Дино Бруђиони, рекао је да су он и његов тим прегледали Запрудеров филм од осам минута о атентату на Џона Кенедија увече у суботу 23. новембра 1963. и ујутру у недељу 24. новембра 1963. године. У интервјуу из 2011. са Дагласом Хорном из Одбора за ревизију атентата, Бруђиони је рекао да је Запрудеров филм који се данас налази у Националном архиву, гдје је доступан јавности, измијењен у односу на верзију филма коју је видио и са којом је радио 23. и 24. новембра. Бруђиони је изјавио да је видио „бијели облак“ мождане материје, три или четири стопе изнад Кенедијеве главе и каже да је тај „спреј“ трајао више од једног кадра филма. Верзија Запрудеровог филма доступна јавности приказује фаталну главу снимљену само на једном кадру филма, кадру 313. Бруђиони је такође изјавио да скуп табла за брифинг који су доступни јавности у Националном архиву није сет који су он и његов тим продуцирали 23. и 24. новембра 1963. године.

#### Кенедијево тијело
У својој књизи Најбољи доказ из 1981. године, аутор Дејвид Лифтон је написао да је мртво тијело предсједника Кенедија измијењено између болнице у Даласу и мјеста аутопсије у Бешеди у сврху стварања погрешних закључака о броју и правцу хитаца.

### Фалсификовање доказа

#### Оружје убиства
Воренова комисија је утврдила да су хици који су убили Кенедија и ранили Коналија испаљени из италијанске пушке манлихер МM1891 Каркано, калибра 6,5 mm, у власништву Освалда. Замјеник шерифа — Евген Бун и замјеник првог полицајца — Сејмур Вајцман, првобитно су идентификовали пушку пронађену у складишту књига као њемачки маузер калибра 7,65. Вајцман је наредног дана потписао изјаву под заклетвом у којој је оружје описивао као „маузеров млаз 7,65 са опцијом 4/18, на којој је дебела кожна браонкасто-црна ремена“. Замјеник шерифа — Роџер Крејг, изјавио је да је видио натпис „7,65 Маузер“ утиснут на цијеви оружја. Када га је 1968. године интервјуисао истраживач Бери Ернест, Крејг је рекао: „осјећао сам тада и још увијек осјећам да је оружје било њемачки маузер калибра 7,65... Био сам тамо. Видио сам га када је први пут извучен из свог скровишта, и нисам једини који га описује као маузер.“
Окружни тужилац Даласа — Хенри Вејд, рекао је новинарима да је оружје пронађено у складишту књига маузер калибра 7,65, што су медији пренијели, а истражитељи су касније идентификовали пушку као 6,5 mm каркано. У књизи Matrix for Assassination, аутор Ричард Гилбрајд је сугерисао да су оба оружја била умијешана у атентат и да су капетан полиције Даласа — Вил Фриц и поручник Карл Дај могли да буду завјереници.
Бавећи се „спекулацијама и гласинама“, Воренова комисија је идентификовала Вајцмана као „првобитни извор спекулација да је пушка била маузер“ и навела је да су „полицијски лабораторијски техничари накнадно стигли и исправно идентификовали оружје убиства као италијанску пушку 6,5.“

#### Меци и патроне
Воренова комисија је утврдила да су у предсједничку колону испаљена три метка. Један од три метка је у потпуности промашио возило; други метак је погодио предсједника Кенедија и прошао кроз његово тијело прије него што је погодио гувернера Коналија, док је трећи метак био смртоносни хитац у главу предсједника. Неки тврде да је метку који је прошао кроз тијело предсједника Кенедија и погодио гувернера Коналија, који су неки критичари Комисије назвали „магичним метком“, недостајала премала маса да би се објаснила укупна тежина фрагмената метка које су касније пронашли доктори који су оперисали Коналија у болници Паркланд. Они који су изнијели ту тврдњу су били гувернеров главни хирург — Роберт Шо, као и два Кенедијева хирурга аутопсије — командант Џејмс Хјумс и потпуковник Пјер Финк. У својој књизи Шест секунди у Даласу, аутор Џозаја Томпсон је оспорио ту тврдњу. Томпсон је сабрао тежину фрагмената метка наведених у извјештајима доктора и закључио да је њихова укупна тежина „могла“ да буде мања од масе која је недостајала метку.
Након Коналијеве смрти 1993. године, форензички патолог Сирил Вехт, Архива атентата и Истраживачки центар, затражили су од државног тужиоца — Џенет Рено, да поврати преостале фрагменте метка из Коналијевог тијела, тврдећи да ће ти фрагменти демантовати Воренову комисију и њихову теорију једног метка и једног оружја. Министарство правосуђа је одговорило да „не би имало законска овлашћења да поврати фрагменте осим ако му Коналијева породица не да дозволу да то учини.“ Коналијева породица је одбила да да дозволу.

## Оптужбе за више наоружаних нападача
Воренова комисија је закључила да су „три хица испаљена из складишта књига у временском периоду у распону од приближно 4,8 до више од 7 секунди.“
Неки истраживачи атентата, укључујући Џозају Томпсона и Ентонија Самерса, оспорили су налазе Комисије, тако што су указали на доказе који доводе у питање број испаљених хитаца, поријекло хитаца и Освалдову способност да прецизно испали три метка за тако кратко вријеме из такве пушке. Они су на основу тога сугерисали да је умијешано више наоружаних људи.

### Број хитаца
На основу „консензуса међу свједоцима са лица мјеста“ и с обзиром на три истрошене патроне пронађене близу отвореног прозора на шестом спрату складишта књига, Воренова комисија је утврдила да „превласт доказа указује да су испаљена три хица”. Године 1979. Комисија за убиства Представничког дома закључила је да су испаљена четири хица, од којих један са травнатог брежуљка.
Воренова комисија, а касније и Комисија за атентате Представничког дома, закључили су да је један од хитаца погодио предсједника Кенедија у „задњи дио његовог врата“, изашао из његовог грла и погодио гувернера Коналија у леђа, изашао кроз његове груди, разбио му десни зглоб, и забио му се у лијеву бутину. Овај закључак је постао познат као „теорија једног метка“.
Мери Мурман је у телевизијском интервјуу одмах након атентата рекла да је било три или четири хица близу један другог, да се и даље пуцало након смртоносног метка и да је била на линији ватре. Године 1967. Џозаја Томпсон је закључио на основу детаљног проучавања Запрудеровог филма и других форензичких доказа, које су потврдили очевици, да су четири хица испаљена у Дила плази, при чему је један ранио Коналија, а три су погодила Кенедија.
На дан атентата, Нели Конали је сједјела у предсједничком аутомобилу поред свог супруга — Џона Коналија. У својој књизи From Love Field: Our Final Hours, рекла је да вјерује да је њен муж рањен метком одвојеним од два која су погодила Кенедија.

### Поријекло хитаца
Воренова комисија је закључила да су сви хици испаљени на предсједника Кенедија дошли са прозора на шестом спрату у југоисточном углу складишта школских књига у Тексасу. Комисија је свој закључак засновала на „кумулативним доказима очевидаца, стручњака за ватрено оружје и балистику и медицинских власти“, укључујући тестирање на лицу мјеста, као и анализу филмова и фотографија коју су спровели ФБИ и Тајна служба САД.
Године 1979. Комисија за атентате Представничког дома пристала је да објави извјештај критичара Воренове комисије — Роберта Гродена, у којем је он именовао „скоро двије десетине сумњивих ватрених тачака у Дила плази“. Ове локације су укључивале више локација у или на крову складишта књига: зграда Дал текс, Зграда регистра округа Далас, троструки надвожњак, одвод за олује који се налази дуж сјеверног ивичњака улице Елм, као и травнати брежуљак. Џозаја Томпсон је закључио да су хици испаљени на колону дошли са три локације: из складишта школских књига, травнатог брежуљка и зграде Дал текс.

### Свједочења очевидаца
Према неким истраживачима, већина свједока је идентификовала травнати брежуљак као подручје одакле је пуцано. У марту 1965. Харолд Фелдман је написао да је у извјештају Воренове комисије наведен 121 свједок атентата, од којих је 51 рекао да су хици који су убили Кенедија дошли са травнатог брежуљка, док је 32 рекло да су хици дошли из складишта књига. Џозаја Томсон је 1967. године испитао изјаве 64 свједока и закључио да је њих 33 мислило да су пуцњи дошли са травнатог брежуљка.
Године 1966, часопис Esquire је Фелдману приписао заслуге за „напредовање теорије да је постојало двоје убица: један на травнатом брежуљку и један у складишту књига“, док је Џим Марс такође написао да је тежина доказа сугерисала да су пуцњи долазили са обје локације.
Ли Бауерс је управљао жељезничком кулом која је гледала на паркинг на сјеверној страни травнатог брежуљка. Када га је Воренова комисија интервјуисала 1964. године, он је изјавио да је видио двојицу мушкараца иза ограде травнатог брежуљка прије пуцњаве. Чинило се да мушкарци нису дјеловали заједно или радили било шта сумњиво. Након пуцњаве, Бауерс је рекао да је један од мушкараца остао иза ограде, али да је изгубио траг другога, чија се одјећа уклопила у лишће. Када су га 1966. интервјуисали Марк Лејн и Емил де Антонио за њихов документарни филм Rush to Judgment, Бауерс је изјавио да је видио нешто што је привукло његову пажњу, било бљесак свјетлости или дим са брда, што му је омогућило да вјерује да се „нешто необично“ догодило тамо. Бауерс је рекао Лејну да је чуо три пуцња, последња два одмах један за другим.
Џеси Прајс је био грађевински инжињер за зграду терминалног анекса, која се налази преко пута Тексашког складишта књига на супротној страни Дила плазе и посматрао је предсједничку колону са крова анекса терминала. У интервјуу са Марком Лејном, Прајс је рекао да вјерује да су пуцњи дошли „одмах иза ограде гдје се она спаја са [троструким] подвожњаком“.

### Материјални докази
У неколико теорија завјере, претпоставља се да се најмање један стријелац налазио у згради Дал текс, која се налази преко пута складишта књига. Према Флечеру Праутију, физичка локација Џејмса Тејга када је повријеђен фрагментом метка, није у складу са путањом промашеног хица из складишта књига, што је навело Праутија да вјерује да је Тејго умјесто тога рањен промашеним хицем са другог спрата зграде Дал текс.
Неки истраживачи тврде да фотографије предсједничке лимузине од стране ФБИ, показују рупу од метка на њеном вјетробрану изнад ретровизора и пукотину на самом вјетробранском стаклу. Када је Роберт Гроден, аутор књиге Убиство предсједника, затражио објашњење, ФБИ је одговорио да се оно што је Гроден мислио да је рупа од метка „догодило прије Даласа“.
Године 1993, Џорџ Витакер, менаџер у постројењу фабрике Ford Motor Company на ријеци Руж у Детроиту, рекао је адвокату и професору кривичног правосуђа — Дагу Велдону, да је након што је дошао на посао 25. новембра 1963. видио предсједничку лимузину у згради Б постројења, са уклоњеним вјетробранским стаклом. Витакер је рекао да је уклоњено вјетробранско стакло лимузине имало рупу од метка са предње стране. Рекао је да га је један од Фордових потпредсједника упутио да користи шофершајбну као шаблон за израду новог вјетробранског стакла за уградњу у лимузину. Витакер је такође рекао да му је речено да уништи старо стакло.

### Филмски и фотографски докази
Филмски и фотографски докази о атентату довели су гледаоце до различитих закључака о поријеклу хитаца. Када га је погодио смртоносни хитац, предсједникова глава и горњи дио трупа су се брзо помјерили уназад, што је многим посматрачима показало хитац са предње десне стране. Шери Гутијерез, сертификована аналитичарка мјеста злочина и узорака крвавих мрља, закључила је да је „повреда главе предсједника Кенедија била резултат једног хица испаљеног са предсједникове предње десне стране“. Пол Чејмберс сматра да је смртоносни хитац у главу био у складу са пушком велике брзине (приближно 1.200 m/s) прије него са пушком средње брзине (600 m/s) манликер каркано.
Запрудеров филм (оквири 312 и 313) показује да се Кенедијева глава окреће надоље непосредно прије него што се брзо помјери уназад. Ентони Марш је истакао да сматра да је ово кретање надоље изазвано успоравањем аутомобила од стране возача Вилијама Грира. Други, укључујући Џозају Томпсона, Роберта Гродена и Сирила Вехта, сматрају да су ово кретање надоље па назад изазвала два скоро истовремена метка: један са задње стране, а други са предње десне стране.
Године 1975. Рокфелерова комисија је именовала панел стручњака да прегледа кретање Кенедијеве главе и тијела након смртоносног хица у главу. Вијеће је написало: „насилно помјерање предсједниковог горњег дијела тијела уназад и улијево након хица у главу није било изазвано ударом метка који је долазио са предње или десне предње стране, већ је био изазван насилним исправљањем и укочењем цијелог тијела као резултат неуромускуларне реакције на велика оштећења нанесена нервним центрима у мозгу.“

### Акустични докази
Године 1979. Комисија за атентате Представничког дома анализирала је диктабелт снимак радио обавјештења полицијске управе у Даласу од дана атентата како би „ријешио питања у вези са бројем, временом и поријеклом хитаца испаљених у Дила плази“. Комитет је закључио да је извор снимка са отвореног микрофона на мотоциклу полицајца Даласа Х. Б. Меклејна, који је пратио колону, као и да су „научни акустични докази утврдили велику вјероватноћу да су двојица наоружаних људи пуцала на предсједника Кенедија“.
Ипак, акустичка анализа коју је HSCA представила као доказ за двојицу наоружаних нападача је од тада дискредитована. Стручњаци за акустику у HSCA, изјавили су да је доказ о диктабелту дошао од полицајца Меклејна, али је Меклејн изјавио да још није био у Дила плази када се атентат догодио. Меклејн је поставио питање Комитету: „ако је то био мој радио на мом мотоциклу, зашто није снимио убрзање при великој брзини и моју сирену када смо одмах кренули у болницу Паркланд?“
Такође, 1982. године, комисија од 12 научника које је именовала Национална академија наука, укључујући нобеловце Нормана Ремзија и Луиса Алвареза, једногласно је закључила да акустични докази HSCA имају озбиљне недостатке. Закључили су да је снимак направљен након што је предсједник већ упуцан и да не указује на додатне пуцње. Њихови закључци су касније објављени у часопису .
У чланку из 2001. године, објављеном у часопису Science & Justice, публикацији британског Форензичког научног друштва, Д. Б. Томас је написао да је и сама истрага комисије Националне академије наука била погрешна. Томас је анализирао аудио снимке направљене током атентата и са сигурношћу од 96% закључио да је пуцано са травнатог брежуљка испред и десно од предсједникове лимузине. Године 2005. Томасови закључци су оповргнути у истом часопису. Ралф Линскер и неколико чланова првобитне комисије, поново су анализирали снимке и потврдили ранији закључак да су наводни звуци пуцњаве снимљени отприлике један минут након атентата. У књизи из 2010. Томас је поново оспорио налазе чланова комисије из 2005. године и поновио свој закључак да су заправо постојала два наоружана нападача.

### Медицински докази
Неки истраживачи су указали на велики број доктора и медицинских сестара у Меморијалној болници Паркланд који су извијестили да је већи дио потиљка предсједникове главе био издуван. Године 1979. HSCA је објавила: „различити прикази природе рана предсједника, како их описује особље у Меморијалној болници Паркланд, разликују се од оних у извјештају о аутопсији из болнице Бешеде, као и од онога што се појављује у фотографијама са аутопсије и рендгенских снимака.“ HSCA је закључила да је највјероватније објашњење за неслагање између свједочења доктора Паркланда и свједока аутопсије из болнице Бешеде, тај да су запажања доктора из Паркланда била нетачна.
Неки критичари који су скептични према званичној „теорији једног метка“, изјавили су да би путања метка који је погодио Кенедија изнад десне лопатице и прошао кроз његов врат (према обдукцији), морала да промијени курс да би метак прошао кроз Коналијев грудни кош и разбио му зглоб. У Кенедијевој смртовници, коју је потписао његов лични доктор — Џорџ Беркли, пише да је метак био приближно на нивоу трећег торакалног пршљена, за који неки тврде да није био довољно висок да изађе из његовог грла, а пошто је стријелац био на прозору шестог спрата зграде складишта књига, метак је кренуо наниже. На обдукцијском описном листу приказан је дијаграм Кенедијевог тијела са истим ниским положајем на трећем торакалном пршљену.
Постоји контрадикторно свједочење у вези са обдукцијом која је обављена на Кенедијевом тијелу, посебно током прегледа његовог мозга, као и да ли су фотографије поднесене као доказ исте као оне које су снимљене током прегледа. У Поморској болници Бешеда, командант Хјумс, главни патолог аутопсије, истакао је да је Кенедијев мозак тежио 1.500 грама након фиксације формалином. У августу 1977, Пол О’Конор, лабораторијски технолог који је помагао у обдукцији предсједника, рекао је истражитељима HSCA да у лобањи није остало ништа осим прскане мождане материје, изјавивши: „нема сврхе да отварам лобању јер тамо нису били мозгови." Даглас Хорн, главни аналитичар за војну евиденцију Одбора за преглед евиденције о атентатима, рекао је да је „90 до 95% сигуран“ да фотографије у Националном архиву заправо нису фотографије Кенедијевог мозга. Неки теоретичари завјере сматрају да је Кенедијев мозак украден како би се прикрили докази да је упуцан с предње стране.
у својој књизи JFK and the Unspeakable, Џејмс Даглас наводи свједочење доктора аутопсије Пјера Финка на суђењу Клеју Шоу као доказ да је Финк био „невољни свједок војне контроле над љекарским прегледом предсједниковог тијела“.
Форензичко патолошко вијеће HSCA објавило је да је фрагмент кости пронађен у Дила плази од стране Вилијама Харпера дан након атентата, из Кенедијеве лобање, дио његове тјемене кости. Неки критичари теорије о једном стријелцу, укључујући Џејмса Дагласа, Дејвида Лифтона и Дејвида Мантика, тврде да фрагмент кости који је Харпер пронашао није тјемена кост, већ је заправо комад Кенедијеве потиљачне кости која је избачена из излазне ране на позадини главе. Они наводе да је овај налаз доказ заташкавања, јер доказује да рендгенски снимци лобање направљени током обдукције, који не показују значајан губитак костију у потиљачном предјелу, нису аутентични.

### Освалдово гађање
Воренова комисија је испитала могућности пушке и муниције Каркано, као и Освалдову војну обуку и искуство после војног рока и утврдила је да је Освалд имао способност да испали три метка у временском распону од 4,8 до 5,6 секунди. Према њиховом извјештају, војни специјалиста који је користио Освалдову пушку успио је да понови тај подвиг и чак побољшао вријеме. У извјештају се такође наводи да је у оквиру теста огранка за процјену војног пјешадијског оружја, испаљено из Освалдове пушке 47 пута и утврђено је да је „прилично прецизна“, упоређујући је са прецизношћу пушке М14. Извјештај Комисије такође садржи свједочење мајора маринаца — Јуџина Андерсона, који је потврдио да Освалдова војна евиденција показује да се квалификовао као „стријелац“ 1956. године.
Према званичној евиденцији морнаричког корпуса, Освалд је тестиран у гађању у децембру 1956. са 212 поена (два поена изнад минимума за квалификацију стријелца – средња категорија), али је у мају 1959. постигао 191 поен, чиме је добио нижу ознаку стријелца. Највиша категорија гађања у морнарици је „експерт“, за који је потребно постићи 220 поена.
Упркос томе што је Освалд био потврђен као стријелац у морнарици, теоретичари завјере, као што је Волт Браун и писци као што је Ричард Попкин, тврде да је Освалд био ноторно лош стријелац, да је његова пушка била непрецизна и да ниједна реконструкција догађаја никада није могла да дуплира његов способност да испали три метка у временском оквиру који је дала Воренова комисија.

### Освалдова улога
Воренова комисија је закључила да нема доказа да је Освалд био умијешан у било какву завјеру усмјерену на убиство предсједника. Комисија је дошла до тог закључка након испитивања Освалдовог марксистичког и прокомунистичког поријекла, укључујући и његов пребјег у Русију, огранак Комитета за фер плеј за Кубу који је организовао у Њу Орлеансу, као и разне јавне и приватне изјаве које је дао заговарајући марксизам.
Неки теоретичари завјере су тврдили да је Освалдово прокомунистичко понашање у ствари била пажљиво планирана превара и дио напора америчких обавјештајних агенција да се инфилтрирају у љевичарске групе и спроведу контраобавјештајне операције у комунистичким земљама. Други сматрају да је Освалд био или агент или доушник америчке владе и да је можда покушавао да разоткрије завјеру иза атентата.
Сам Освалд је негирао да је било кога упуцао и изјавио је да је он само „жртва“. Шеф полицијске управе у Даласу —  Џеси Кари, рекао је да сумња да је Освалд убио Кенедија, изјавивши: „нисам сигуран у то. Нико никада није успио да га стави у Тексашко складиште школских књига са пушком у руци.“ О тренутку атентата, Освалд је тврдио да је изашао напоље да гледа Предсједничку параду, гдје је био заједно са Вилијамом Шелијем, предрадником у складишту, као и да је био на „предњем улазу на први спрат“ када је наишао на полицајца. Првобитно, надзорник складишта школских књига — Рој Трули и Окус Кембел, потпредсједник складишта, рекли су да су видјели Освалда у остави на првом спрату у вријеме пуцњаве. Неки истраживачи, укључујући Стена Дејна, сматрају да је човјек који је снимљен како стоји на предњим степеницама складишта током атентата, а који је назван „молитвеним човјеком“, заправо Освалд.
Освалдову улогу као доушника ФБИ истраживали су Ли Ранкин и други из Воренове комисије, али њихови налази су били неувјерљиви. Неколико запослених у ФБИ дало је изјаве у којима је навело да је Освалд заиста био плаћени доушник, али Комисија ипак није била у могућности да потврди истинитост тих тврдњи. Агент ФБИ — Џејмс Хости, изјавио је да су интеракције његове канцеларије са Освалдом биле ограничене на рјешавање његових притужби да га Биро узнемирава због тога што је симпатизер комуниста. У недељама прије атентата, Освалд је лично посјетио филијалу ФБИ у Даласу, са ручно достављеним писмом које је наводно садржало неку врсту пријетње, али је Хости уништио писмо по наређењу његовог супервизора — Гордона Санклина.
Неки истраживачи сматрају да је Освалд служио као активни агент Централне обавјештајне агенције, често као доказ за то наводећи како је покушао да пребјегне у Русију, али је, могао да се врати без потешкоћа, чак и примајући зајам за репатријацију од Стејт департмента. Бивши Освалдов цимер — Џејмс Ботељо, који је касније постао калифорнијски судија, изјавио је у интервјуу са Марком Лејном да вјерује да је Освалд био умијешан у обавјештајни задатак у Русији, иако ту сумњу није споменуо у свом свједочењу Вореновој комисији неколико година раније. Освалдова мајка — Маргерита, често је истицала да је њеног сина регрутовала агенција владе САД и послала у Русију. Окружни тужилац Њу Орлеанса, а касније и судија — Џим Гарисон, који је 1967. извео Клеја Шоа на суђење за убиство предсједника Кенедија, такође је сматрао да је Освалд највјероватније био агент ЦИА увучен у завјеру да би се искористио као жртвени јарац, изјавивши да је Освалд „вјероватно био херој“. Сенатор Ричард Швајкер, члан Одабраног комитета Сената за обавјештајне послове САД, изјавио је: „гдје год погледате за Освалдом, постоје отисци прстију интелигенције“. Швајкер је такође рекао писцу Дејвиду Талботу да је Освалд „био производ лажног програма за пребјег који је водила ЦИА“. Ричард Спраг, привремени директор особља и главни савјетник Комисије за атентате у Представничком дому САД, изјавио је да када би морао да то уради поново, он би истражио убиство Кенедија тако што би испитао Освалдове везе са ЦИА.
Године 1978, Џејмс Вилкот, бивши финансијски службеник ЦИА, рекао је у свом свједочењу пред HSCA да су га убрзо након убиства предсједника Кенедија колеге запослене на једном мјесту ЦИА у иностранству обавијестили да је Освалд агент ЦИА који је примао финансијске исплате под додијељеним криптонимом. Вилкот није могао да идентификује конкретног службеника за случај који га је првобитно обавијестио о Освалдовом агенцијском односу, нити је могао да се сјети имена криптонима, али је именовао неколико службеника поште у иностранству са којима је вјеровао да је касније разговарао о оптужбама.  Касније те године, Вилкот и његова супруга Елси (такође бивша службеница ЦИА), поновили су те тврдње за чланак који је објављен у часопису . HSCA је истражила Вилкотове тврдње, укључујући интервјуе са шефом и замјеником шефа станице, као и службеницима финансија, регистра, совјетског огранка и контраобавјештајне службе, а на основу свега, у свом извјештају из 1979. закључили су да „нису вриједни вјеровања“.
Упркос својој званичној политици да не потврђују ни да негирају статусе агената, сама ЦИА, као и многи официри који су у то вријеме радили у региону (укључујући Дејвида Атли Филипса) „незванично“ су одбацили вјеродостојност било каквих могућих веза Освалда са агенцијом. Роберт Блејки, директор особља и главни савјетник Одабране комисије америчког Дома за убиства, такође је подржао ту процјену у својим закључцима.

### Алтернативни наоружани људи
Поред Освалда, Џером Крот је именовао 26 људи као „могуће убице у Дила плази“. Међу њима су били: Орландо Бош, Џејмс Фајлс, Дезмонд Фицџералд, Чарлс Харелсон, Гери Хеминг, Чонси Холт, Хауард Хант, Чарлс Николети, Чарлс Роџерс, Џони Розели, Лусијен Сарти, као и Френк Стургис.

### Три скитнице
Винсент Буглиози је у својој књизи Reclaiming History, објавио „дјелимичан списак убица, које су један или више теоретичара завјере заправо именовали и идентификовали као да су пуцали на Кенедија“. Он такође у књизи помиње три скитнице, мушкарце које је фотографисало неколико новина из области Даласа под полицијском пратњом у близини складишта књига убрзо након атентата. Од средине 1960-их, изнесени су различити наводи о идентитетима мушкараца и њиховој умијешаности у завјеру за убиство Кенедија, укључујући и неке који наводе да су њих тројица познати агенти ЦИА. Неки теоретичари тврде да је Хауард Хант најстарији скитница. Хант је био шеф ЦИА станице у Мексико Ситију и био је умијешан у инвазију на Залив свиња, а касније је радио као један од водоинсталатера у Бијелој кући предсједника Ричарда Никсона. Други сматрају да је најстарији скитница Ченси Холт, који је тврдио да је био двоструки агент за ЦИА и мафију, као и да је његов задатак у Даласу био да обезбиједи лажне акредитиве Тајне службе људима у близини. Извјештаји свједока наводе да је у том подручју било један или више неидентификованих мушкараца који су тврдили да су агенти Тајне службе. Полицајац из Даласа — Џо Смит, као и војни ветеран — Гордон Арнолд, тврдили су да срели човјека на травнатом брду или близу њега, који им је показао акредитиве који га идентификују као агента Тајне службе.
Неки сматрају да је Франк Стиржис високи скитница. Као и Хант, Стиржис је био умијешан и у инвазију на Залив свиња и у провалу у Вотергејт. Године 1959. Стиржис се повезао са Маритом Лоренц, која је касније тврдила да јој је Стиржис рекао да је учествовао у завјери за убиство Кенедија. Стиржис је то негирао. У интервјуу са Стивом Данливијем из часописа New York Post, Стиржис је изјавио да вјерује да су комунистички агенти извршили притисак на Лоренц да изнесе оптужбе против њега.
Одабрана комисија Представничког дома за атентате, наредила је форензичким антрополозима да проуче фотографске доказе, након чега су их упоредили а фотографијама Хауарда Ханта, Френка Стиржиса, Дена Карсвела, Фреда Ли Крисмана и других осумњичених. Закључили су да једино Крисман подсјећа на неког од три скитнице, али су такође објавили да он није био у Дила плази на дан атентата. Рокфелерова комисија је закључила да ни Хант ни Френк Стургис нису били у Даласу на дан атентата. Записи које је издала полиција Даласа 1989. идентификовали су мушкарце као Гас Абрамс, Харолд Дојл и Џон Гедни.

## Наводи о другим завјереницима

### Хауард Хант
Теорија да је бивши агент ЦИА и провалник у Вотергејту — Хауард Хант, био учесник у атентату на Кенедија изазвала је велики публицитет од 1978. до 2000. године. Године 1981. Хант је добио пресуду за клевету у износу од 650.000 долара, против часописа Либерти лобија — The Spotlight, који је 1978. објавио изјаву Виктора Маркетија у којем се наводи да је Хант био у Даласу на дан атентата и сугерише да је Хант био умијешан у завјеру; у жалбеном поступку, пресуда је преиначена, а новине је успјешно бранио Марк Лејн. Након Хантове смрти 2007. године, његов син — Џон Хант, објавио је аудио запис „исповијест на самртној постељи“, у којем је Хант тврдио да је знао из прве руке о завјери, као саучесник. У признању, Хант је тврдио да је био у приправности, као „гријач клупе“ у Даласу током догађаја, а такође је навео неколико високих оперативаца ЦИА као оне који су вјероватно извршили логистику атентата. Хант је именовао потпредсједника Линдона Џонсона као највјероватнију фигуру која стоји иза главног покретача завјере. Аутентичност признања је оспорена јер је дио уклоњен због тога што је Хант под заклетвом свједочио да није знао ништа о завјери, а истраживачи сматрају да он никада током каријере није „гријао клупу“. Такође, објављен је цензурисани разговор између Џонсона и Ричарда Никсона током афере Вотергејт, у којем Никсон тражи од Џонсона да „опозове своје псе“ или ће објавити да му је прислушкивао телефон током избора 1968. а Џонсон је одговорио „ако ти кажеш то, ја ћу рећи..“ за шта теоретичари сматрају да има везе са убиством Кенедија.

### Џеферсон Дејвис Типит
Полицајац Даласа — Џеферсон Дејвис Типит, у неким теоријама завјере означен је као одметнути оперативац ЦИА послат да ућутка Освалда, као и „човјек са значком“ на травнатом брежуљку, за кога теоретичари сматрају да је убица. Према неким критичарима Воренове комисије, Освалда је требало да убије Типит, а Типита је Освалд убио у самоодбрани. Други критичари сумњају да је Типита убио Освалд и тврде да су га убили други завјереници. Неки критичари су тврдили да је Типит био повезан са организованим криминалом или десничарском политиком.

### Бернард Вајзман
Према Вореновој комисији, објављивање цијеле плаћене рекламе која критикује Кенедија у часопису Dallas Morning News од 22. новембра 1963. године, коју је потписао „Амерички комитет за утврђивање чињеница“, чији је предсједавајући био Бернард Вајзман, истражено је да би се утврдило да ли су неки чланови групе који су преузели одговорност за то били повезани са Освалдом или са атентатом. Комисија је навела да је „Амерички комитет за утврђивање чињеница“ био фиктивна спонзорска организација и да нема доказа који повезују четворицу мушкараца одговорних за настанак рекламе са Освалдом, Рубијем или са завјером.
Марк Лејн је свједочио током саслушања Воренове комисије да му је доушник кога је одбио да именује рекао да се Вајзман састао са Типитом и Рубијем осам дана прије убиства, у Рубијевом клубу. Комисија је саопштила да нису нашли никакве доказе да је такав састанак одржан било гдје и било када, као и да нема вјеродостојних доказа да се било ко од тројице мушкараца познавао.
Лејн је касније изјавио да је првобитно сазнао за састанак преко репортера часописа Fort Worth Star-Telegram — Тајера Валда. Према Лејну, „истакнута фигура из Даласа“, која је посјећивала Рубијев клуб, рекла је Валду, а касније и Лејну, да је посматрао састанак тројице мушкараца у клубу. Рекао је: „обећао сам човјеку да неће бити умијешан; он је био водећи грађанин Даласа; био је ожењен, а стриптизета са којом је ишао остала је трудна.“ Упркос томе што није открио Вореновој комисији да је Валдо био његов оригинални извор наводног састанка, Лејн је оспорио њихове налазе и жалио се да нису успјели да питају Валда о томе. Према Хјуу Ејнсворту, извор оптужби чији идентитет је Лејн обећао да неће открити био је Керол Џарнагин, адвокат из Даласа који је такође тврдио да је случајно чуо састанак између Освалда и Рубија. Ејнсворт је написао: „неколико људи у Даласу је добро знало за Џарнагинову причу и да је касније признао да је све то измислио.“

### Неименовани саучесник(ци) у убиству Типита
Воренова комисија је закључила да је Освалд убио предсједника Кенедија, а затим је убио полицајца Типита у покушају бјекства. Комисија је у писаном саопштењу објавила доказе да је Освалд пуцао на Типита, наводећи: „(1) два очевица који су чули пуцње и видјели пуцњаву на полицајца полиције Даласа — Џ. Д. Типита и седам очевидаца који су видјели револвераша како бјежи са револвером у руци, позитивно су идентификовали Ли Харвија Освалда као човјека кога су видјели да пуца или бјежи са лица мјеста; (2) чауре пронађене у близини мјеста пуцњаве испаљене су из револвера који је посједовао Освалд у вријеме његовог хапшења, што искључује све друго оружје; (3) револвер који је Освалд посједовао у вријеме хапшења је био онај који је купио Освалд и припадао је њему; (4) Освалдова јакна је пронађена дуж пута бјекства којим је кренуо наоружани нападач док је бјежао са мјеста убиства.“
Неки истраживачи су тврдили да је убиство полицајца Типита било дио завјере да се убије Кенеди. Џим Марс је изјавио: „убиство полицајца Џ. Д. Типита можда је играло неку улогу у шеми да се Освалд убије, можда да би се елиминисао саучесник Типит или једноставно да би се наљутила полиција Даласа и изазвали свраб прстију на окидачу.“ Истраживач Џејмс Даглас је рекао да је „убиство Типита помогло да се полиција Даласа мотивише да убије наоружаног Освалда у Тексашком позоришту, како би се ријешили жртвеног јарца прије него што је могао да протестује да му је намјештено.„ Харолд Вајзберг је истакао другачије објашњење, изјавивши: „одмах је слаб полицијски случај [против Освалда] захтијевао спремност да се вјерује. То је доказано давањем Освалду срамотног епитета ‚убица полицајаца'.“ Џим Гарисон је изјавио да су докази измијењени да би се смјестило Освалду, наводећи: „ако је Освалд био невин за убиство Типита, основа владиног случаја против њега је пропала.“
Неки критичари сумњају да је Типита убио Освалд и тврде да су га убили други завјереници. Они наводе неслагања у исказима свједока и физичким доказима за које сматрају да доводе у питање закључке Комисије у вези са убиством Типита. Према Џиму Марсу, Освалдова кривица за убиство Кенедија је доведена у питање присуством „све већег броја доказа који сугеришу да он није убио Типита“. Други кажу да је више мушкараца било директно укључено у Типитово убиство. Истраживач завјере — Кен Томас, навео је да је Воренова комисија изоставила свједочење и доказе да су два мушкарца пуцала у Типита и да је један напустио лице мјеста у колима.
Вилијам Александер, помоћник окружног тужиоца Даласа, који је предложио да Освалд буде оптужен за убиства Кенедија и Типита, касније је постао скептичан према верзији Воренове комисије о убиству Типита. Он је навео да се закључци Комисије о Освалдовом кретању „не слажу“ и да је можда имао саучеснике.
Према рецензији Брајана Мекене о књизи Хенрија Харта — Разумна сумња, Харт је навео да је „Типит можда убијен зато што је оплодио жену другог човјека“ и да су полицајци Даласа лагали и мијењали доказе како би смјестили Освалду да спасу Типитову репутацију.
У документарцу ЏФК до 11. септембра, Френсис Коноли тврди да је Типит упуцан зато што је изгледом подсјећао на Кенедија. Коноли сматра да завјера за убиство није ишла како је планирано и да је завјереницима било потребно друго тијело и истакао је теорију да су Типитово и Кенедијево тијело замијењени уз помоћ контроле летења Air Force Two.

#### Наводи о свједочењу свједока и материјалним доказима
Воренова комисија је идентификовала Хелен Маркам и Доминга Бенавидеса као два свједока који су заправо видјели пуцање на полицајца Типита. Теоретичар завјере — Ричард Белзер, критиковао је Комисију због тога што се „ослањала“ на свједочење Маркам, коју је он описао као „маштовиту“. Џим Марс је такође оспорио свједочење Маркам, наводећи да је њен „кредибилитет био напет до тачке лома“. Џозеф Бол, виши савјетник Комисије, назвао је свједочење Маркам „пуним грешака“, окарактерисавши га као „потпуну будалаштину“. Воренова комисија се позабавила забринутошћу у вези са поузданошћу Маркам као свједока и закључила: „међутим, чак и у одсуству свједочења госпође Маркам, постоји довољно доказа да се Освалд идентификује као Типитов убица.“
Доминго Бенавидес је првобитно рекао да није мислио да може да идентификује Типитовог нападача и да никада није замољен да види полицијску поставу, иако је он био особа најближа убиству. Бенавидес је касније свједочио да је убица личио на слике Освалда које је видио. Остали свједоци су приведени у полицијска постројења. Међутим, критичари су довели у питање ове саставе јер су се састојали од људи који су изгледали веома различито од Освалда.
Свједоци који се нису појавили пред Комисијом идентификовали су нападача који није био Освалд. Аквила клемонс је рекла да је видјела два мушкарца близу Типитовог аутомобила непосредно прије пуцњаве. Она је рекла да је након пуцњаве истрчала ван своје куће и видјела човјека са пиштољем којег је описала као „некако тешког“. Рекла је да је махнуо другом човјеку, позивајући га да „настави“. Френк Рајт је рекао да је изашао из свог дома и посматрао сцену неколико секунди након пуцњаве. Он је описао човјека који је стајао поред Типитовог тијела, а који је носио дугачак капут и рекао је да је човјек отрчао до паркираног аутомобила и одвезао се.
Критичари су довели у питање да ли су чауре пронађене са лица мјеста исте као оне које су накнадно унесене у доказе. Два предмета је пронашао свједок Доминго Бенавидес и предао полицајцу Џ. М. Поу. По је рекао ФБИ да је гранате означио сопственим иницијалима, „Џ. М. П.“ да их идентификују. Наредник Џералд Хил је касније свједочио пред Вореновом комисијом да је он наредио полицајцу Поу да обиљежи гранате. Међутим, Поови иницијали нису пронађени на гранатама које је представио ФБИ шест мјесеци касније. Свједочећи пред Вореном комисијом, По је рекао да, иако се сјећа обиљежавања предмета, „не може да се закуне у то“. Идентификација предмета на мјесту злочина навела је теоретичаре да поставе више питања у вези оружја. Наредник Џералд Хил је прегледао једну од граната и преко радија је рекао полицијском диспечеру: „граната на мјесту догађаја указује да је осумњичени наоружан аутоматским калибром .38, а не пиштољем.“ Међутим, Освалд је наводно ухапшен док је носио пиштољ. неаутоматски специјални револвер .38.

#### Наводи о временској линији
Воренова комисија је истражила Освалдово кретање између времена атентата и пуцања у Типита, како би утврдила да ли је Освалд можда имао саучесника који му је помогао да побјегне из складишта књига. Комисија је закључила кроз свједочења седам свједока, да је Освалд увијек био сам. Према њиховом коначном извјештају, Освалда је видјела његова станодавка — Ерлин Робертс, како напушта своју стамбену кућу нешто после 13.00 сати и имао је довољно времена да отпутује око 1,4 km до мјеста гдје је Типит убијен у 13.16. Према Вореновој комисији, након што је Ерлин Робертс видјела Освалда како стоји близу аутобуске станице испред његове стамбене куће, следећи пут је виђен око 1,4 km даље на југоисточном углу 10. улице и авеније Патон, неколико тренутака прије пуцања у Типита.
Свједок Хелен Маркам је у свом исказу одјељењу шерифа Даласа, изјавила под заклетвом да је Типит убијен отприлике у 13.06. Касније је потврдила вријеме убиства у свједочењу пред Вореновом комисијом, изјавивши: „не бих се плашила да се кладим да је било 6 или 7 минута после 13.“ Она је првобитно рекла ФБИ да се пуцњава догодила вјероватно око 13.30. У необјављеном рукопису под насловом Када убију предсједника, замјеник шерифа — Роџер Крејг, изјавио је да је, када је чуо вијест да је Типит упуцан, примијетио да је вријеме било 13.06. Међутим, у каснијој изјави за медије, Крејг је дјеловао збуњено око времена пуцњаве.
Ворен Бароуз, који је водио концесиони штанд у Тексашком позоришту гдје је Освалд ухапшен, рекао је да је Освалд ушао у позориште између 13.00 и 13.07; такође је тврдио да је продао кокице Освалду у 13.15, што је званично вријеме убиства полицајца Типита. Позоришни покровитељ — Џек Дејвис, такође је потврдио Бароузово вријеме, тврдећи да је видио Освалда у позоришту прије 13.20.

## Неидентификовани свједоци
Неке теорије завјере око убиства Кенедија фокусирале су се на свједоке атентата који нису идентификовани или се нису идентификовали, упркос медијској пажњи коју је атентат на Кенедија добио.

### Човјек са кишобраном
Такозвани „човјек са кишобраном“ био је један од најближих посматрача предсједнику када га је први пут погодио метак. Он је постао је предмет теорија завјере након што се на снимцима атентата види како држи отворен кишобран док је Кенедијева поворка пролазила, упркос чињеници да у то вријеме није падала киша. Једна теорија завјере, коју је истакао истраживач атентата Роберт Катлер, сугерише да је стрелица са парализујућим агенсом могла да буде испаљена из кишобрана, онеспособивши Кенедија и учинивши га лаком метом за атентат. Године 1975. програмер оружја у ЦИА — Чарлс Сенсени, рекао је Комитету за обавјештајне послове Сената да је такво оружје са кишобраном било у рукама ЦИА 1963. године. Преовлађујућа теорија завјере сматра да је кишобран могао да се користи за пружање визуелних сигнала скривеним наоружаним људима.
Године 1978. Луи Стивен Вит је изјавио да је он „човјек са кишобраном“. Свједочећи пред Одабраним комитетом Представничког дома Сједињених Држава за атентате, Вит је изјавио да је носио кишобран како би зафркавао Кенедија и протестовао против политике помирења његовог оца — Џозефа Кенедија. Изјавио је: „мислим да када би Гинисова књига свјетских рекорда имала категорију за људе који су били на погрешном мјесту у погрешно вријеме, радећи погрешну ствар, ја бих био број 1 на тој позицији, чак и без другопласираних који би ми били близу.“ Неки истраживачи су истакли да постоје бројне недосљедности у Витовој причи и сматрају да он није „човјек са кишобраном“.

### Мрачно комплетирани човјек
Неидентификована особа коју неки теоретичари завјере називају „мрачно комплетираним човјеком”, може да се види на неколико фотографија, снимљених неколико секунди након атентата, како сједи на тротоару поред „човјека са кишобраном” на сјеверној страни Улице брестова. Луи Стивен Вит, који се представио као „човјек са кишобраном”, рекао је да није у стању да идентификује другу особу, чији је таман тен навео неке теоретичаре завјере да говоре о умијешаности кубанске владе или умијешаности кубанских изгнаника у убиство Кенедија.

### Човјек са значком
„Човјек са значком“ и „човјек са лименим шеширом“ су фигуре на травнатом брежуљку за које се тврди да се могу видјети на фотографији Мери Мурман, снимљеној отприлике једну шестину секунде након што је предсједник Кенеди погођен смртоносним хицем у главу. Те фигуре су први открили истраживачи Џек Вајт и Гери Мек и о њима се говори у документарцу из 1988. под називом Мушкарци који су убили Кенедија, гдје се наводно може видјети и трећа фигура на травнатом брежуљку, вјероватно очевидац Гордон Арнолд. Фигура „човјека са значком“ је тако названа јер изгледа да носи униформу сличну оној коју носи полицајац, са истакнутом значком, што је помогло да се подстакну теорије завјере које повезују полицајце Даласа или некога ко имитира полицајце са атентатом.

### Човјек са црним псом
Друга „фигура“ је такозвани лик „човјека са црним псом“, који се може видјети на углу потпорног зида на фотографији Вилиса и Бетзнера. У једном интервјуу, Мерилин Сицман је рекла Џозаји Томпсону да је видјела млади црни пар који је ручао и пио кока-колу на клупи иза потпорног зида и да је могуће да је фигура „човјека са црним псом“ заправо црна жена и њено дијете, али она никад није изашла да се идентификује.
У књизи „Убиство предсједника“, Роберт Гроден истиче да се фигура може видјети у жбуњу пираканте у кадру 413 у Запрудеровом филму. Комисија за атентате Представничког дома Конгреса Сједињених Држава закључила је да се може видјети глава појединца, али да се та особа налази испред, а не иза жбуња. Бил Милер тврди да је ова особа заправо очевидац Емет Хадсон.

## Теорије завјере
Теоретичари завјере сматрају да су четири или пет група, саме или у комбинацији, главни осумњичени за атентат на Кенедија су: ЦИА, војно-индустријски комплекс, организовани криминал, Влада Кубе коју је водио Фидел Кастро, као и кубански изгнаници. Други домаћи појединци, групе или организације умијешани у различите теорије завјере су Линдон Џонсон, Џорџ Х. В. Буш, Сем Ђанкана, Карлос Марчело, Џон Едгар Хувер, Ерл Ворен, Федерални истражни биро, Тајна служба Сједињених Држава, Друштво Џона Бирча, као и крајње десничарски богати Тексашани. У појединим теоријама завјера укључени су и други наводни страни завјереници, као што су КГБ и Никита Хрушчов, Аристотел Оназис, Влада Јужног Вијетнама и међународни нарко босови, укључујући француски хероински синдикат.

### Завјера у Њу Орлеансу
Окружни тужилац Њу Орлеанса — Џим Гарисон, заслужан је за развој теорије да је завјера за убиство Кенедија настала у његовој јурисдикцији са групом становника Њу Орлеанса. Гарисонова књига из 1988. — На трагу убица, говори о његовом кривичном гоњењу Клеја Шоа за атентат, а Оливер Стоун ју је дјелимично адаптирао за свој филм ЏФК из 1991. године. У коначном извјештају Одбора за ревизију атентата (АРРБ) наводи се да је филм „популаризирао верзију убиства предсједника Кенедија у којој су били агенти америчке владе из Федералног истражног бироа (ФБИ), Централне обавјештајне агенције (ЦИА) и војске као завјереници.“ Новинарка Розмери Џејмс, чији је чланак са Џеком Демпсијем и Дејвидом Снајдером у часопису New Orleans States-Item довео до вијести о Гарисоновој истрази, изјавила је да је због тога што се Гарисонова теорија често развијала, подругљиво названа „теорија дана“ од стране медија. Памела Колоф и Мајкл Хол, за часопис Texas Monthly изјавили су о теорији: „постоји тајна влада унутар наше владе, завјера која је 1963. наредила убиство популарног предсједника, поставила псе, поставила сопствену марионету, и организовала разрађено заташкавање које је укључивало петљање са лешом, уништавање и прикривање доказа и убијање свједока. На челу фракције били су неки од најмоћнијих људи свијета: богати и корумпирани индустријалци, генерали и десничарски политичари. Испод су били еклектична група мафијаша, авети, биједника и екстремиста против Кастра, од којих су многи били са сједиштем у улици Камп 544 у Њу Орлеансу, укључујући Освалда, бившег агента ФБИ — Гаја Банистера, најамника — Дејвида Ферија и осумњиченог доушника ЦИА — Клеја Шоа. Заједно су у љето 1963. планирали Кенедијеву смрт.“
Убрзо након атентата на предсједника Кенедија, Освалдове активности у Њу Орлеансу, током прољећа и љета 1963. почеле су да се истражују. Три дана након атентата — 25. новембра 1963, адвокат из Њу Орлеанса — Дин Ендруз, рекао је ФБИ да је примио телефонски позив од човјека по имену Клеј Бертранд, на дан атентата, који је тражио од њега да брани Освалда. Ендруз је касније поновио ову тврдњу у свједочењу пред Вореновом комисијом.
Крајем новембра 1963. запослени код приватног истражитеља из Њу Орлеанса — Гаја Банистера, по имену Џек Мартин, почео је да износи оптужбе да је његов колега Дејвид Фери умијешан у атентат. Мартин је рекао полицији да је Фери „требао да буде пилот за бјекство у атентату.“ Такође је рекао да је Фери изнио планове да убије Кенедија и да је можда он научио Освалда како да користи пушку са телескопским нишаном. Мартин је тврдио да је Фери познавао Освалда из њихових дана у Цивилној ваздушној патроли Њу Орлеанса и да је у Феријевој кући видио фотографију Освалда у групи Цивилне ваздушне патроле. Фери је негирао било какву повезаност са Освалдом.
Касније је откривено да је Фери присуствовао састанцима Цивилне ваздушне патроле у Њу Орлеансу током 1950-их, којима је присуствовао и тинејџер Ли Харви Освалд. Године 1993. телевизијски програм мреже PBS — Frontline, добио је фотографију снимљену 1955. (осам година прије атентата), на којој се виде Освалд и Фери на кувању са осталим новајлијама Цивилне ваздушне патроле. Да ли је Освалдово и Феријево дружење у Цивилној ваздушној патроли 1955. било релевантно за њихово касније могуће повезивање 1963. године, предмет је бројних дебата.
Према изјавама неколико свједока, 1963. године и Фери и Банистер су радили за адвоката Реја Гила у име Гиловог клијента, шефа мафије у Њу Орлеансу — Карлоса Марчела, у покушају да блокирају Марчелову депортацију у Гватемалу. Послије подне 22. новембра 1963. године, на дан када је Кенеди убијен и на дан када је Марчело ослобођен оптужби у случају депортације, приватни истражитељ из Њу Орлеанса — Гај Банистер и његов радник — Џек Мартин заједно су пили у локалном бару. По повратку у Банистерову канцеларију, њих двојица су се жестоко посвађали. Према Мартину, Банистер је рекао нешто на шта је Мартин одговорио: „Шта ћеш да урадиш, убићеш ме ме као што сте сви убили Кенедија?“. Банистер је извукао свој револвер .357 магнум и неколико пута ударио Мартина њиме. Мартин, који је био тешко повријеђен, отишао је колима хитне помоћи у Добротворну болницу у Њу Орлеансу.
Раније, у прољеће 1963. Освалд је писао њујоршком сједишту Комитета за фер плеј за Кубу, предлажући да изнајми малу канцеларију о свом трошку у сврху формирања огранка комитета у Њу Орлеансу. Као једини члан Комитета за фер плеј за Кубу у Њу Орлеансу, Освалд је наручио 1.000 летака са насловом „Руке даље од Кубе“ од локалног штампара. Он је 16. августа 1963. подијелио летке испред Међународног трговачког центра у Њу Орлеансу.
На једном од Освалдових летака ручно је утиснута адреса „Камп улица 544“, вјероватно од стране самог Освалда. Адреса је била у „Њумен згради“, у којој је од октобра 1961. до фебруара 1962. био смјештен Кубански револуционарни савјет, војна група усмјерена против Кастра. Иза угла, смјештена у истој згради, са другачијим улазом, била је адреса Улица Лафајет 531, што је била адреса приватне детективске агенције Гаја Банистера, која је била укључена у против Кастрове и приватне истражне активности у области Њу Орлеанса. У досијеу ЦИА, наведено је да је у септембру 1960. ЦИА размишљала о „коришћењу канцеларије Гаја Банистера за прикупљање страних обавјештајних података, али се на крају одлучила против тога“.
Крајем 1970-их, Одабрана комисија Представничког дома за убиства (HSCA), истражила је могућу везу Освалда са Банистеровом канцеларијом. Док комисија није била у могућности да интервјуише Гаја Банистера (који је умро 1964), интервјуисала је његовог брата Роса Банистера, који је рекао комисији да је његов брат поменуо да је једном приликом видио Освалда како дијели литературу за Комитет фер плеј за литературу. Рос је сматрао да је Освалд користио адресу у улици Камп 544 у својој литератури да осрамоти Гаја.“
Секретарица Гаја Банистера — Делфин Робертс, касније је рекла аутору Ентонију Самерсу да је видјела Освалда у Банистеровој канцеларији и да је он испунио један од Банистерових формулара за пријаву „агента“. Изјавила је: „Освалд се враћао неколико пута. Чинило се да је био у добром односу са Банистером и са канцеларијом.“ Комисија за атентате Представничког дома истражила је тврдње Робертс и објавила саопштење да је „због контрадикторности у изјавама Робертс датим Комисији, као и због недостатка независне поткрепе многих њених изјава, не може се утврдити поузданост њених изјава.“
Окружни тужилац Њу Орлеанса — Џим Гарисон, започео је истрагу о убиству Кенедија 1966. године. Његова истрага га је довела до закључка да је група десничарских екстремиста, укључујући Дејвида Ферија и Гаја Банистера, била умијешана у завјеру за атентат, заједно са елементима ЦИА. Он је касније тврдио да је мотив за атентат био бијес због Кенедијевих покушаја да постигне мировно рјешење и на Куби и у Вијетнаму. Гарисон је такође вјеровао да је бизнисмен из Њу Орлеанса — Клеј Шо, био дио завјере и да је користио псеудоним „Клеј Бертран“. Гарисон је сматрао да су Шо, Банистер и Фери сковали завјеру да поставе Освалда као „овцу“ у атентату. На дан 1. марта 1967. Гарисон је ухапсио и оптужио Шоа за завјеру за убиство предсједника Кенедија. На дан 29. јануара 1969. Клеј Шо је изведен пред суд по овим оптужбама, а порота га је прогласила невиним.

### Завјера ЦИА
Осврћући се на наводе да је Освалд био агент ЦИА или да је имао неке везе са Агенцијом, Воренова комисија је 1964. године изјавила да њихова истрага „није открила никакве доказе да је Освалд икада био запослен у ЦИА у било ком својству.“ HSCA је такође објавила 1979. да у Освалдовом досијеу у ЦИА није било назнака да је он икада имао контакт са Агенцијом и закључили су да ЦИА није била умијешана у атентат на Кенедија.
Гетон Фонзи, истражитељ Комитета Представничког дома за атентате, написао је да су истражитељи били под притиском да не испитују однос између Ли Харвија Освалда и ЦИА. Он је навео да је агент ЦИА — Дејвид Атли Филипс, користећи псеудоним „Морис Бишоп“, био повезан са Освалдом прије Кенедијевог убиства, у вези са кубанским групама против Кастра.
Године 1995. бивши обавјештајни официр америчке војске и извршни помоћник Националне сигурносне агенције — Џон Њуман, објавио је доказе да су и ЦИА и ФБИ намјерно мијењали своје досијее о Лију Харвију Освалду и прије и послије атентата. Он је истакао да су обје агенције затајиле информације које би могле да упозоре власти у Даласу да Освалд представља потенцијалну пријетњу за предсједника. Њуман је у својој књизи истакао да сматра да је шеф контраобавјештајне службе ЦИА — Џејмс Енглтон, вјероватно био кључна фигура у атентату, написавши: „по мом мишљењу, постоји само једна особа чије руке стају у ове рукавице: Џејмс Џес Енглетон, шеф контраобавјештајног штаба ЦИА. … Нико други у Агенцији није имао приступ, овлашћење и ђаволски генијалан ум да управља овом софистицираном завјером. Нико други није имао потребна средства да убаци вирус из Другог свјетског рата у Освалдове досијее и задржи га у стању мировања шест недеља до предсједниковог убиства. … Једина особа која је могла да осигура да национална безбједност прикрива очигледну контраобавјештајну ноћну мору био је шеф контраобавјештајне службе.“ Њуман је ипак рекао да сматра да тајна операција није била под вођством Џејмса Енглтона, већ Алена Далеса, бившег директор ЦИА, кога је Кенеди отпустио након неуспјеле инвазије у Заливу свиња, а који је касније постао члан Воренове комисије.
Године 1977, ФБИ је објавио 40.000 досијеа који се односе на атентат на Кенедија, укључујући меморандум од 3. априла 1967. замјеника директора ФБИ — Карта Делуча помоћнику директора — Клајду Толсону, који је написан мање од мјесец дана након што је предсједник Џонсон сазнао од Едгара Хувера да ЦИА планира да убије Фидела Кастра. Меморандум гласи: „Марвин Вотсон [савјетник предсједника Џонсона] назвао ме је касно синоћ и изјавио да му је предсједник одмах рекао да је сада увјерен да постоји завјера у вези са атентатом.“ Вотсон је изјавио да је предсједник сматрао да је ЦИА имала неке везе са завјером." Касније је Карт Делуч свједочио пред Црквеним комитетом да је „осјећао да је то чиста спекулација“.

### Завјера владе у сјенци
Једна теорија завјере сугерише да је тајна влада или влада у сјенци, која укључује богате индустријалце и десничарске политичаре, наредила атентат на Кенедија. Питер Дејл Скот је изјавио да је Кенедијева смрт омогућила преокрет политике коју је жељела тајна влада како би ескалирала војно учешће Сједињених Држава у Вијетнаму.
У филму ЏФК против Алена Далеса, Грег Палгрејн описује покушај америчке породице Рокфелер да стекне контролу над рудницима злата у Западном Ирију у Индонезији. Палгрејн истиче да је близак однос предсједника Кенедија са предсједником Индонезије — Сукарном, могао да доведе до тога да Индонезија додијели независност Западном Иријану, што би отежало да компанија Freeport Sulphur, која је била у власништву Рокфелера, преузме контролу над рудницима. Палгрејн сматра да је то био главни разлог за убиство Кенедија.
У биографској књизи Ђаволска шаховска табла: Ален Далес, ЦИА и успон Америчке тајне владе, Дејвид Талбот пише о каријери директора ЦИА — Алена Далеса. Талбот тврди да је Ален Далес организовао убиство Кенедија по наређењу корпоративних лидера који су Кенедија доживљавали као пријетњу националној безбједности. Према Талботу, Далес је лобирао код новог предсједника — Линдона Џонсона, да он буде именован у Воренову комисију. Талбот сматра да је Далес такође договорио да Ли Харви Освалд преузме искључиву одговорност за атентат. У књизи се наводи да су завјереници који стоје иза смрти Џона Кенедија, такође убили и његовог брата Роберта Кенедија, за кога су сматрали да је „неконтролисана пријетња“ која би открила завјеру.

### Војно-индустријски комплекс
У опроштајном говору који је одржао амерички предсједник — Двајт Д. Ајзенхауер, прије него што је напустио функцију 17. јануара 1961. године, упозорио је нацију на моћ војне установе и индустрије оружја, изјавивши: „у савјетима владе морамо да се чувамо од стицања неоправданог утицаја, било траженог или непожељног, од стране војно-индустријског комплекса. Потенцијал за катастрофалан пораст депласиране моћи постоји и наставиће се.“ Неки теоретичари завјере су тврдили да је Кенеди планирао да оконча умијешаност Сједињених Држава у Вијетнам и да је због тога био на мети оних који су били заинтересовани за трајни војни сукоб, укључујући Пентагон и одбрамбене извођаче.
Бивши сенатор Тексаса — Ралф Јарборо, изјавио је 1991: „да је Кенеди живио, мислим да не бисмо имали Вијетнамски рат, са свим његовим трауматичним утицајима и подјелама у Америци. Мислим да бисмо то избјегли.“
Према писцу Џејмсу Дагласу, Кенеди је убијен јер се окретао од Хладног рата и тражио мир са Совјетским Савезом путем преговора. Даглас је тврдио да то „није била врста руководства коју су ЦИА, Заједнички штабови и војно-индустријски комплекс тражили у Бијелој кући.“
Филм Оливера Стоуна — ЏФК, истражује могућност да је Кенеди убијен завјером која је укључивала војно-индустријски комплекс. Лирој Флечер Праути, шеф специјалних операција Здружених начелника штабова под Кенедијем и особа која је инспирисала лик „Господин Икс“ у Стоуновом филму, написао је да је Кенедијево убиство заправо државни удар.

### Завјера Тајне службе
Одабрана комисија за атентате Представничког дома објавила је да је истражила „наводно саучесништво Тајне службе у атентату“ и закључила да тајна служба није умијешана, али је додала да је „Тајна служба била мањкава у обављању својих дужности.“ Међу својим налазима, HSCA је објавила: (1) да предсједник Кенеди није добио адекватну заштиту у Даласу, (2) да је Тајна служба посједовала информације које није прописно анализирала, истражила или користила у вези са предсједниковим путовањем у Далас, (3) да су агенти Тајне службе у колони аутомобила били неадекватно припремљени да заштите предсједника од снајпера. Комисија је посебно објавила:
 Агент на предњем десном сједишту предсједничке лимузине — Рој Келерман, није предузео никакве радње да покрије предсједника његовим тијелом, иако би било у складу са процедуром Тајне службе да је то учинио. Примарна функција агента била је да увијек буде у непосредној близини предсједника у случају таквих хитних случајева.
Неки тврде да је недостатак заштите Тајне службе настао зато што је лично Кенеди тражио да Тајна служба буде дискретна током посјете Даласу, али Винс Паламара, који је интервјуисао неколико агената Тајне службе задужених за детаље у вези Кенедија, то оспорава. Он је изјавио да му је возач Тајне службе — Сем Кини, рекао да захтјеве, као што је уклањање крова са лимузине у Даласу, да се агенти не смију постављати поред задњег браника лимузине и да се смањи број мотоциклиста у Даласу близу задњег браника лимузине, није наредио Кенеди.
У књизи The Echo from Dealey Plaza, Абрахам Болден, први Афроамериканац који је радио на детаљима Тајне службе Бијеле куће, изјавио је да је случајно чуо агенте како кажу да неће заштитити Кенедија од потенцијалних убица.
Питања у вези са искреношћу Тајне службе порасла су 1990-их када је Одбор за ревизију атентата, који је створен када је Конгрес усвојио Закон о евиденцији докумената о атентату на Кенедија, затражио приступ евиденцији Тајне службе. Тајна служба је рекла Одбору за ревизију да је у јануару 1995. године, кршећи Закон о евиденцији докумената, Тајна служба уништила извјештаје о заштитним истраживањима који су покривали путовања Кенедија од 24. септембра до 8. новембра 1963. године.

### Кубански изгнаници
Одабрана комисија за атентате Представничког дома је написала: „Комисија вјерује, на основу доказа који су им доступни, да антикастрове кубанске групе, као групе, нису биле умијешане у убиство Кенедија, али да доступни докази не искључују могућност да су поједини чланови можда били умијешани“.
Са Кубанском револуцијом 1959. која је довела Фидела Кастра на власт, многи Кубанци су напустили Кубу да би живјели у Сједињеним Држава, а многи од њих су се надали да ће збацити Кастра и вратити се на Кубу. Њихове наде су срушене након неуспјеле инвазије у Заливу свиња 1961. године, а многи су за неуспјех кривили предсједника Кенедија.
Изборна комисија Представничког дома за атентате закључила је да су неки милитантни кубански изгнаници можда учествовали у Кенедијевом убиству. Ови изгнаници су блиско сарађивали са оперативцима ЦИА у насилним активностима против Кастра. Комисија је 1979. године у саопштењу објавила:
Популарност предсједника Кенедија међу кубанским изгнаницима је дубоко пала до 1963. Њихова горчина је илустрована на снимку састанка Кубанаца који су против Кастра и десничарских Американаца у граду у округу Даласа — Фармерс Бранчу, 1. октобра 1963. године.
Ауторка Џоан Дидион, истраживала је теорију о Кубанцима који су против Кастра у својој књизи Мајами из 1987. године. Она је писала о свједочењу Марите Лоренц у вези са Гиљермом Новоом, кубанским изгнаником који је 1964. године учествовао у пуцању из базуке у сједишту зграде Уједињених нација са Ист Ривера током говора Че Геваре. Наводно, Ново је био повезан са Лијем Харвијем Освалдом и Франком Стуржисом. Лоренц је тврдила да су она, Освалд и седам Кубанаца који су били у покрету против Кастра, превезли оружје из Мајамија у Далас у два аутомобила непосредно прије убиства. Ове тврдње, иако их је Лоренц изнијела Комисији за атентате, никада нису поткријепљене. Дон Делило је такође писао о теорији о кубанским изгнаницима у свом роману Libra из 1988.

### Завјера организованог криминала
Године 1964. Воренова комисија није нашла доказе који повезују Рубијево убиство Освалда са неком широм завјером за убиство Кенедија. Поводом тога, Комисија је у саопштењу објавила: „на основу своје процјене записника, Комисија вјерује да докази не утврђују значајну везу између Рубија и организованог криминала. И државни и савезни званичници су указали да Руби није био повезан са активностима организованог криминала.“
Године 1979. Одабрана комисија за атентате Представничког дома је у свом саопштењу написала: „Комисија вјерује, на основу доказа који су јој доступни, да национални синдикат организованог криминала, као група, није био умијешан у убиство предсједника Кенедија, али да расположиви докази не искључују могућност да су поједини чланови можда били умијешани“. Роберт Блејки, који је био главни савјетник Комисије за атентате, касније је, у својој књизи Завјера за убиство предсједника, написао да је шеф мафије у Њу Орлеансу — Карлос Марчело, вјероватно био дио мафијашке завјере која стоји иза атентата, као и да је Мафија имала средства и прилику потребне да то изведе.
У чланку у часопису Washington Post из 1993. Блејки је написао: „тешко је оспорити педигре Џека Рубија из подземља, иако је Воренова комисија то урадила 1964. Аутор Џералд Познер на сличан начин игнорише Рубијеве везе са Џозефом Сивелом, шефом организованог криминала у Даласу. Још је теже игнорисати његов однос са Џозефом Камписијем, човјеком број два у мафији у Даласу. У ствари, Камписи и Руби су били блиски пријатељи; вечерали су заједно у Камписијевом ресторану — Egyptian Lounge, вече прије атентата. Након што је Руби био у затвору због убиства Освалда, Камписи га је редовно посјећивао. Одабрани комитет је мислио да Камписијева веза са Марчелом говори; рекао нам је, на примјер, да сваке године на Божић шаље 260 фунти италијанске кобасице Марчелу, што је нека врста мафије. Такође смо сазнали да је звао Њу Орлеанс и до 20 пута дневно.“
Владини документи откривају да су неки чланови мафије сарађивали са ЦИА на покушајима атентата на кубанског лидера Фидела Кастра. На љето 1960. ЦИА је регрутовала бившег агента ФБИ — Роберта Махуа да приступи представнику чикашке мафије на Западној обали — Џонију Роселију. Када је контактирао Роселија, Маху је сакрио чињеницу да га је послала ЦИА, представљајући себе умјесто тога као адвоката међународних корпорација. Понудио је да плати 150.000 долара за Кастрово убиство, али је Росели одбио било какву исплату и прихватио да то уради бесплатно. Росели је Махуа упознао са двојицом мушкараца које је звао „Сем Голд“ и „Џо“. „Сем Голд“ је био Сем Ђанкана; „Џо“ је био Санто Трафиканте млађи, шеф подземља у Тампи и један од најмоћнијих мафијаша на Куби прије револуције. Глен Кеслер из часописа Washington Post је написао: „након што је Фидел Кастро предводио револуцију која је срушила пријатељску владу 1959. године, ЦИА је очајнички жељела да га елиминише. Тако да је агенција тражила партнера подједнако забринутог за Кастра — мафију, која је имала уносне инвестиције у кубанским коцкарницама.“
У својим мемоарима — Bound by Honor, Бил Бонано, син шефа њујоршке мафије Џозефа Бонана, открио је да је неколико мафијашких породица имало дугогодишње везе са Кубанцима против Кастра преко казина у Хавани којима је управљала мафија прије Кубанске револуције. Многи кубански изгнаници и шефови мафије нису вољели предсједника Кенедија, окривљујући га за неуспјелу инвазију на Залив свиња. Такође нису вољели ни његовог брата, тадашњег државног тужиоца Сједињених Држава — Роберта Ф. Кенедија, који је извршио правни напад без преседана на организовани криминал. То је било посебно провокативно јер је неколико мафијашких „породица“ наводно радило са Кенедијевим оцем — Џозефом Кенедијем, да би Џон Кенеди био изабран за предсједника. И мафија и Кубанци против Кастра били су стручњаци за атентате, a Кубанце је обучавала ЦИА. Бонано је написао да је препознао висок степен умијешаности других мафијашких породица када је Џек Руби убио Освалда, пошто је Бонано био свјестан да је Руби био сарадник чикашког мафијаша Сема Ђанкане.
Неки истраживачи завјере су навели завјеру која укључује елементе мафије, ЦИА или Кубанаца против Кастра, укључујући Ентонија Самерса, који је изјавио: „људи се понекад чуде око идеје да су мафија, америчка обавјештајна служба и активисти против Кастра заједно учествовали у атентату на предсједника Кенедија. У ствари, ту нема никакве контрадикције. Те три групе су у то вријеме биле заједно у кревету и неколико година су се бориле за рушење Фидела Кастра.“ Извјештач вијести — Рубен Кастанеда, написао је 2012: „на основу доказа, вјероватно је да је Кенеди убијен од стране коалиције антикастрових Кубанаца, мафије и елемената ЦИА.“ У својој књизи Они су убили нашег предсједника, бивши гувернер Минесоте — Џеси Вентура, написао је: „Џон Ф. Кенеди је убијен завјером у којој су учествовали незадовољни агенти ЦИА, Кубанци против Кастра и чланови мафије, који су сви били изузетно љути на оно што су сматрали Кенедијевом политиком смиривања према комунистичкој Куби и Совјетском Савезу.“
Карлос Марчело је наводно пријетио атентатом на предсједника да би кратко зауставио његовог млађег брата, државног тужиоца Роберта Кенедија, који је водио административни крсташки рат против мафије. Информације које је ФБИ објавио 2006. навеле су неке да закључе да је Карлос Марчело признао свом цимеру из ћелије у Тексасу — Џеку Ван Ланингему, доушнику ФБИ, користећи транзисторски радио који је ФБИ прислушкивао, да је организовао Кенедијево убиство и да је ФБИ прикрио ове информације које је имао у свом посједу.
У својој књизи Уговор о Америци, Дејвид Шајм је написао да су вође мафије — Карлос Марчело, Санто Трафиканте млађи и Џими Хофа, наредили атентат на Кенедија. Шејм је посебно навео 25-струко повећање броја телефонских позива Џека Рубија ван државе сарадницима шефова криминалних организација у мјесецима прије убиства, као и покушај признања Џека Рубија док је био у затвору. Дејвид Кајзер је такође истакао да сматра да је мафија умијешана, у својој књизи Пут у Далас.
Истраживачки извјештач Џек Андерсон, истакао је да је Фидел Кастро сарађивао са људима из организованог криминала на организовању атентата на Кенедија. У својој књизи Мир, рат и политика, Андерсон је тврдио да му је члан мафије — Џони Розели, који је радио са ЦИА на покушајима атентата на Кастра, дао опширне детаље завјере. Андерсон је рекао да иако никада није могао независно да потврди цијелу Роселијеву причу, многи детаљи из приче су провјерени. Андерсон је рекао да је Освалд можда имао улогу у атентату, али да је више од једног наоружаног нападача било умијешано.
У програму Људи који су убили Кенедија, на каналу History, изнесене су додатне тврдње о умијешаности организованог криминала. Кристијан Дејвид је био члан корзиканске мафије интервјуисан у затвору. Рекао је да му је нуђен уговор о атентату на Кенедија, али да га није прихватио. Он је рекао да познаје људе који су прихватили уговор. Према Дејвидовим ријечима, била су три стријелца, а он је навео име једног као Лусијен Сарти. Дејвид је рекао да би, пошто су друга два стријелца још жива, прекршио кодекс понашања да их идентификује. Када су га питали шта су стријелци носили, Дејвид је истакао да су се облачили у костиме попут службених униформи. Већи дио свједочења Кристијана Дејвида, потврдила је бивша чланица корзиканске мафије — Мишел Никол, која је била дио програма заштите свједока ДЕА.
У књизи Крајња жртва, Ламара Волдрона и Тома Хартмана, синтетисане су те теорије са новим доказима. Аутори су тврдили да су се владини званичници осјећали обавезним да помогну атентаторима да прикрију истину јер је завјера о атентату имала директне везе са завјерама америчке владе за убиство Кастра. Огорчени нападом Роберта Кенедија на организовани криминал, вође мафије су убили предсједника Кенедија да би уклонили Роберта са власти. Аутори сматрају да је државна истрага завјере осујећена, јер би открила срамотне доказе о умијешаности америчке владе са организованим криминалом у завјере за убиство Кастра.

### Завјера Линдона Џонсона
Галупова анкета из 2003. године показала је да је скоро 20% Американаца сумњало да је Линдон Џонсон умијешан у убиство Кенедија. Критичари Воренове комисије оптужили су Џонсона да је планирао атентат јер му се „не свиђају“ Кенедијеви и плашио се да ће бити избачен са листе демократа за изборе 1964.
Према ријечима новинара Макса Холанда, прва објављена тврдња да је Џонсон починио атентат на Кенедија, појавила се у књизи Пена Џонса млађег Опрости ми тугу, коју је самостално издао у мају 1966. године. У књизи, Џонс је написао одломке из писма за које тврди да га је написао Џек Руби, а у коме се Џонсон оптужује за убиство Кенедија. Буглиози сматра да је Јоаким Џостен са својом књигом из 1968. Мрачна страна Линдона Бејнса Џонсона, први аутор завјере који је оптужио Џонсона да је имао улогу у атентату. Према Џостену, Џонсон је „играо водећу улогу“ у завјери која је укључивала „олигархију Даласа, као и локалне огранке ЦИА, ФБИ и Тајне службе“. Други који су указали на Џонсонову улогу у завјери су Џим Марс, Ралф Томас, Џеј Гери Шо, Лери Харис, Волт Браун, Ноел Твајмен, Бар Меклелан, Крег Зирбел, Филип Нелсон, и Медлин Браун.
Као могући мотив за Џонсоново саучесништво у атентату наводи се чињеница да је Кенеди озбиљно размишљао да га избаци са листе у корист гувернера Сјеверне Каролине — Терија Санфорда, уколико би се Кенеди кандидовао за предсједника на изборима 1964. Године 1968. Кенедијева лична секретарица — Евелин Линколн, написала је у својој књизи Кенеди и Џонсон, да јој је предсједник Кенеди рекао да ће Линдон Џонсон бити замијењен на мјесту потпредсједника Сједињених Држава. Тај разговор је вођен 19. новембра 1963. године, само три дана прије убиства Кенедија, а она је у свом дневнику написала:
Док је господин Кенеди сједио у клацкалици у мојој канцеларији, са главом наслоњеном на леђа, ставио је лијеву ногу преко десног кољена. Лагано се љуљао док је говорио. Спорим замишљеним гласом рекао ми је: „знаш, ако будем поново изабран са шездесет четири године, све више времена ћу да трошим на то да државну службу учиним часном каријером. Желио бих да прилагодим извршну и законодавну власт тако да могу да иду у корак са огромним искорацима и напретком који се постиже у другим областима. Залагаћу се за промјену неких застарјелих правила и прописа у Конгресу, као што је правило о стажу. Да бих то урадио, требаће ми као потпредсједник у шездесет четвртој човјек који вјерује као ја.“ Била сам фасцинирана овим разговором и записала сам то дословце у свој дневник. Сада сам питала: „Ко је твој избор за кандидата?“ Погледао је право испред себе и без оклијевања је одговорио: „У овом тренутку размишљам о гувернеру Терију Санфорду из Сјеверне Каролине. Али то неће бити Линдон.“
Године 2003. истраживач Бар Меклелан објавио је књигу Крв, новац и моћ, у којој је истакао да је Џонсон, подстакнут страхом да ће бити избачен са Кенедијеве листе за изборе 1964. године и потребом да се заташкају разни скандали, организовао Кенедијево убиство уз помоћ свог пријатеља, адвоката из Остина — Едварда Кларка. У књизи се сугерише да је замрљани дјелимични отисак прста из снајперског скровишта, вјероватно припадао Џонсоновом сараднику — Малколму „Маку“ Валасу, те да је Мак Валас био на шестом спрату складишта у вријеме пуцњаве. Такође, наводи се да су убиство Кенедија платили нафтни магнати, укључујући Клинта Марчисона и Харолдсона Лафајета Ханта. Меклелан наводи да је атентат на Кенедија омогућио да се додатак за исцрпљивање нафте задржи на 27,5 одсто, што је остало непромијењено током периода када је Џонсон био предсједник, а то је резултирало уштедом од преко 100 милиона долара америчкој нафтној индустрији. Меклеланова књига је касније постала тема епизоде „Криви људи“, документарне телевизијске серије Најџела Тарнера — Људи који су убили Кенедија. Епизода је изазвала осуду породице Џонсон, Џонсонових бивших сарадника, као и бивших предсједника САД — Џералда Форда (који је био члан Воренове комисије) и Џимија Картера, након емитовања на каналу History. Челни људи канала History, окупили су комисију историчара који су закључили да су оптужбе у документарцу неосноване, након чега се History извинио породици Џонсон и пристао да не емитује серију у будућности.
Маделин Браун, која је тврдила да је била Џонсонова љубавница, такође је истакла да је Џонсон био умијешан у завјеру да се убије Кенеди. Године 1997. Браун је рекла да је Џонсон, заједно са Хантом, почео да планира Кенедијеву смрт још 1960. Браун је тврдила да је у завјеру 1963. године учествовало на десетине људи, укључујући руководство ФБИ и мафије, као и истакнути политичари и новинари. У документарној серији Људи који су убили Кенедија, Маделин Браун и Меј Њуман (запосленица тексашког нафташа Клинта Марчисона), истакли су да је директор ФБИ — Едгар Хувер, био на друштвено окупљање у Марчисоновој вили ноћ прије убиства. Браун је истакла да су окупљању такође присуствовали, Џон Меклој, Ричард Никсон, Џорџ Браун, Роберт Торнтон и Харолдсон Хант. Маделин Браун је тврдила да је Џонсон стигао на скуп касно увече и „храпавим шапатом“ јој рекао: „Кенедијеви ме више никада неће осрамотити, то није пријетња, то је обећање.“ Поред тога, она је рекла да је у новогодишњој ноћи 1963. срела Џонсона у хотелу Дрискил у Остину и да је он потврдио завјеру да се убије Кенеди, инсистирајући да су „дебеле мачке Тексаса и обавјештајна служба“ биле одговорне. Браун је поновила своје наводе против Џонсона у документарном филму Evidence of Revision из 2006. у којем је и неколико других Џонсонових сарадника такође изразило сумње у Џонсона.
Доктор Чарлс Креншо, заједно са теоретичарима завјере — Јенсом Хансеном и Џејем Геријем Шоом, написао је књигу ЏФК: Завјера тишине 1992. године. Креншо је био хируршки специјализант у трећој години у тиму за трауматологију у болници Паркланд и присуствовао је лијечењу предсједника Кенедија. Такође је лијечио Освалда након што га је упуцао Џек Руби. Док је био код Освалда, Креншо је рекао да је одговорио на телефонски позив Линдона Џонсона, који се распитивао о Освалдовом статусу и да је захтијевао „признање на самртној постељи од оптуженог убице“. Креншо је рекао да је пренио Џонсонову поруку доктору Ширсу, али да Освалд није био у стању да да било какву изјаву. Критичари Креншове изјаве наводе да је Џонсон био у својој лимузини у тренутку када је позив био упућен, да нико у његовом аутомобилу није потврдио да је позив упућен и да не постоји евиденција о томе да је такав позив упућен преко централе Бијеле куће.
Бивши агент ЦИА и личност из Вотергејта — Хауард Хант, оптужио је Џонсона (заједно са неколико агената ЦИА које је именовао) за саучесништво у атентату у својој постхумно објављеној аутобиографији — Амерички шпијун: Моја тајна историја у ЦИА, Вотергејту и даље. Позивајући се на тај дио књиге, Тим Вајнер из часописа The New York Times, довео је у питање искреност оптужби, а Вилијам Ф. Бакли млађи, који је написао предговор, рекао је да је материјал „очито написан духом“. Убрзо након тога, његови синови су објавили аудио снимљену „исповијест на самртној постељи“ у којој је Хант тврдио да је знао из прве руке о завјери, као саучесник. аутентичност признања је такође доведена у питање од стране многих.
Године 1984, осуђени преварант — Били Сол Естес, пред Великом поротом у Тексасу, изјавио је да је имао „унутрашње знање“ да је Џонсон умијешан у смрт Кенедија и других.
Историчар Мајкл Л. Курц, написао је да нема доказа који указују на то да је Џонсон наредио атентат на Кенедија. Према Курцовим ријечима, Џонсон је вјеровао да је Фидел Кастро одговоран за убиство и да је он заташкао истину јер се плашио могућности да би узвратне мјере против Кубе могле да ескалирају у нуклеарни рат са Совјетским Савезом. Године 2012, биограф Роберт Керо, објавио је свој четврти том о Џонсоновој каријери — Пролазак моћи, у којој је забиљежена Џонсонова комуникација и поступци као потпредсједника, а такође описује догађаје који су довели до убиства. Керо је написао: „ништа што сам пронашао у свом истраживању не указује на Џонсонову умијешаност.“
Политички консултант и осуђени злочинац — Роџер Стоун, изјавио је да вјерује да је Џонсон организовао Кенедијево убиство. Он такође тврди да је Рафаел Круз, отац тексашког сенатора и републиканског предсједничког кандидата за изборе 2016. — Теда Круза, повезан са Лијем Харвијем Освалдом.

### Завјера Џорџа Х. В. Буша
Неки критичари званичних налаза су истакли теорију да је Џорџ Х. В. Буш био умијешан у атентат као оперативац ЦИА у Дила плази. У својој књизи из 1991. Увјерљиво порицање: Да ли је ЦИА умијешана у атентат на ЏФК?, амерички адвокат — Марк Лејн, истиче да је Буш био агент ЦИА са сједиштем у њиховој канцеларији у Хјустону у вријеме канцеларије за атентате, много прије него што је постао директор ЦИА. У књизи Раса Бејкера из 2008. — Породица тајни, он истиче да је Буш постао обавјештајни агент у својим тинејџерским годинама и да је касније био у центру завјере за убиство Кенедија, која је укључивала његовог оца — Прескота Буша, потпредсједника Линдона Џонсона, директора ЦИА Алена Далеса, Кубанске и руске изгнанике и емигранте, као и разне тексашке нафташе. Према Бејкеру, Буш је био у Даласу ноћ прије и на јутро атентата.
На дан 29. новембра 1963. године, тачно недељу дана након атентата, један службеник ФБИ је написао у меморандуму да је „господин Џорџ Буш из Централне обавјештајне агенције“ добио брифинг о реакцији на атентат од стране кубанских изгнаника који живе у Мајамију. Неки су тврдили да је „Џорџ Буш“ који се помиње у том меморандуму, будући предсједник САД — Џорџ Х. В. Буш, кога је предсједник Џералд Форд именовао за шефа ЦИА 1976. године, 13 година након атентата. Током Бушове предсједничке кампање 1988. године, меморандум се поново појавио, што је навело ЦИА да тврди да се меморандум односи на запосленог по имену Џорџ Вилијам Буш. Међутим, Џорџ Вилијам Буш је оспорио ову сугестију, изјављујући под заклетвом: „ја нисам Џорџ Буш из Централне обавјештајне агенције који се помиње у меморандуму.“ Након што је АРРБ 1998. године дао инструкције ЦИА да прегледа личне досијее ЦИА бившег предсједника Буша и дајући коначну изјаву о томе да ли је он особа о којој се говори у меморандуму, ЦИА је одговорила да нису имали евиденцију о било каквој вези са Бушом током периода 1963. године. На веб страници JFK Facts, аутор Џеферсон Морли пише да било каква Бушова комуникација са ФБИ или ЦИА у новембру 1963. не мора нужно да докаже кривицу за атентат, као и да је нејасно да ли је Буш имао икакву везу са ЦИА прије његовог именовања на чело агенције 1976. године.

### Завјера кубанске владе
У свом извјештају, Воренова комисија је навела да је истражила „десетине навода о завјереничком контакту између Освалда и агената кубанске владе“ и да није нашла никакве доказе о умијешаности Кубе у убиство Кенедија. Комисија за убиства Представничког дома такође је написала: „Комитет вјерује, на основу доказа који су му доступни, да кубанска влада није била умијешана у убиство предсједника Кенедија“. Упркос томе, неки теоретичари завјере тврде да је Фидел Кастро наредио атентат на Кенедија као одмазду за претходне покушаје ЦИА да га убије.
Почетком 1960-их, Клер Бут Лус, супруга издавача издавачке куће Time Life — Хенрија Луса, била је једна од бројних истакнутих Американаца који су спонзорисали групе против Кастра. Та подршка је укључивала финансирање изгнаника у нападима командоса глисерима на Кубу. Године 1975. Клер Лус је рекла да је у ноћи атентата добила позив од члана групе командоса коју је спонзорисала. Она истиче да је име позиваоца било „нешто као“ Хулио Фернандез и он је тврдио да ју је звао из Њу Орлеанса.
Према Лус, Фернандез јој је рекао да је Освалд пришао његовој групи са понудом да помогне у убиству Кастра. Фернандез је такође тврдио да су он и његови сарадници на крају сазнали да је Освалд био комуниста и присталица Кастра. Рекао је да је са овим новооткривеним сазнањима његова група пажљиво пратила Освалда све док он није изненада дошао до новца и отишао у Мексико Сити, а затим у Далас. Лус је такође истакла да јој је Фернандез рекао: „постоји кубански комунистички тим за убиство и Освалд је био њихов унајмљени пиштољ.“
Лус је изјавила да је позиваоцу рекла да своје податке да ФБИ, а она је затим открила детаље инцидента и Црквеном одбору и HSCA. Оба комитета су истражила инцидент, али нису успјели да открију никакве доказе који би поткријепили наводе.
У мају 1967. директор ЦИА — Ричард Хелмс, рекао је предсједнику Линдону Џонсону да је ЦИА покушала да убије Кастра. Хелмс је даље навео да је ЦИА ангажовала припаднике мафије у овим напорима, као и „да су завјере ЦИА за убиство Фидела Кастра датирале још од августа 1960. године, до Ајзенхауерове администрације“. Хелмс је такође рекао да су се завјере против Кастра наставиле и у Кенедијевој администрацији и да је државни тужилац Роберт Кенеди знао и за завјере и за умијешаност мафије.
У различитим ситуацијама, Џонсон је рекао двојици истакнутих телевизијских новинара да вјерује да је Кастро организовао атентат на Кенедија као одмазду за напоре ЦИА да убије Кастра. У октобру 1968. Џонсон је рекао новинару ветерану — Хауарду К. Смиту из мреже ABC: „Кенеди је покушавао да дође до Кастра, али је Кастро стигао до њега први“. У септембру 1969, у интервјуу са Волтером Кронкајтом са мреже CBS, Џонсон је рекао у вези са атентатом: „не бих могао искрено да кажем да сам икада био потпуно ослобођен чињенице да су можда постојале међународне везе“, и референцирани неименовани „други“. Године 1971. Џонсон је рекао свом бившем писцу говора — Леу Јаношу из часописа Time да никада није вјеровао да је Освалд дјеловао сам“.
Године 1977. Кастра је интервјуисао новинар Бил Мојерс, приликом чега је Кастро негирао било какву умијешаност у Кенедијеву смрт, изјавивши:
То би било потпуно лудило од Кубе. То би била провокација. Непотребно је рећи да би то представљало ризик да нашу земљу униште Сједињене Државе. Нико ко није луд није могао да помисли на убиство Кенедија у знак одмазде.
Када је касније 2013. године Кастра интервјуисао уредник часописа The Atlantic — Џефри Голдберг, Кастро је изјавио:
Било је људи у америчкој влади који су мислили да је Кенеди издајник јер није напао Кубу када је имао прилику, када су га питали. То му никада није опроштено.

### Завјера совјетске владе
Воренова комисија је у свом извјештају објавила да није нашла никакве доказе да је Совјетски Савез био умијешан у убиство Кенедија. Одабрана комисија за атентате Представничког дома такође је написала: „Комитет вјерује, на основу доказа који су му доступни, да совјетска влада није била умијешана у убиство предсједника Кенедија“.
Према неким теоретичарима завјере, Совјетски Савез, под вођством Никите Хрушчова, био је одговоран за атентат, мотивисан понижењем што је морао да одступи током Кубанске ракетне кризе.
Према документу ФБИ из 1966. године, пуковник Борис Иванов — шеф резиденције КГБ-а у Њујорку у вријеме атентата, изјавио је да је његово лично мишљење да је атентат планирала организована група, а не усамљена особа. У истом документу је наведено: „званичници Комунистичке партије Совјетског Савеза вјеровали су да постоји нека добро организована завјера од стране ултрадеснице у Сједињеним Државама да се изврши „пуч“.
Неколико година касније, високорангирани генерал-потпуковник — Јон Михај Пачепа, који је пребјегао у обавјештајне службе Совјетског блока, рекао је да је разговарао са Николајем Чаушескуом, који му је причао о „десет међународних лидера које је Кремљ убио или покушао да убије“, укључујући Кенедија. Он је истакао да је међу лидерима московских сателитских обавјештајних служби постојао једногласни договор да је КГБ умијешан у убиство Кенедија. Пачепа је 2007. објавио књигу Програмиран да убије: Ли Харви Освалд, совјетски КГБ и атентат на Кенедија. Сличне ставове о убиству Кенедија изнио је Роберт Холмс, бивши први секретар британске амбасаде у Москви, у својој књизи из 2013. — Шпијун као ниједан други.

### Мамац, погребна кола и замјена рана
Дејвид Лифтон је изнио сценарио према којем су завјереници на Air Force One извадили Кенедијево тијело из оригиналног бронзаног ковчега и ставили га у ковчег за транспорт, док су били на путу из Даласа за Вашингтон. Када је предсједнички авион стигао у ваздухопловну базу Ендруз, ковчег са предсједниковим тијелом у њему, кришом је пребачен у хеликоптер са стране авиона, која је била ван видокруга телевизијске камере. Кенедијево тијело је затим однесено на непознату локацију, највјероватније у Медицински центар Волтер Рид, да би се хируршки промијенило тијело како би изгледало да је упуцан само са задње стране.
Дио Лифтонове теорије потиче из извјештаја Комисије за убиства изабраног Представничког дома о интервјуу са поручником Ричардом Липсијем 18. јануара 1978. који су дали чланови особља одбора — Доналд Пурди и Марк Фланаган. Према извјештају, поручник Ричард Липси рекао је да су он и генерал Веле дочекали тијело предсједника Кенедија у ваздухопловној бази Ендруз. Лифтон је написао: „Липси је ставио ковчег у мртвачка кола да се превезу у Поморску болницу Бешеда. Он је поменуо да су он и Веле затим хеликоптером одлетјели у болницу и однијели тијело ЏФК-а у задњи дио Бешеде.“ Липси је такође рекао да су мамац погребна кола одвезена на предњи дио болнице. Са Липсијевим помињањем „мамац погребних кола“ у болници, Лифтон је написао да је ковчег који је Липси уклонио из Air Force One, са стране авиона изложене телевизији, вјероватно такође мамац и вјероватно празан.
Лабораторијски технолог — Пол О‘Конор, био је један од главних свједока који је подржавао други дио теорије Дејвида Лифтона, да је негдје између Паркланда и Бешеде тијело предсједника изгледало као да је упуцано само са задње стране. О’Конор је рекао да је Кенедијево тијело стигло у болницу у врећи за тијело у „јефтином сандуку за транспорт“, што се разликовало од описа украсног бронзаног ковчега и чаршава у који је тијело било умотано у болници Паркланд. О’Конор је рекао да је мозак већ био уклоњен када је стигао у Бешеду, као и да су у лобањи остали „само мали комадићи“ мождане материје.
Истраживач Дејвид Врон, одбацио је теорију да је Кенедијево тијело тајно извађено из предсједничког авиона, наводећи да су, као што се ради са свим теретом у авионима из безбједносних мјера, ковчег и поклопац држали челичним кабловима за омотавање како би се спријечило помјерање током полетања и слетања, као и у случају ваздушних сметњи у лету. Према Врону, страна авиона удаљена од телевизијске камере била је окупана јаком свјетлошћу лампе, а хиљаде људи је гледало дуж ограде која се савијала уназад дуж те стране, пружајући, у ствари, добро освијетљену и веома јавну позорницу за било које потенцијалне отимаче тијела.

### Завјера Федералних резерви
Џим Марс је у својој књизи Унакрсна ватра изнио теорију да је Кенеди покушавао да обузда моћ Федералних резерви и да су снаге које су се противиле таквој акцији можда играле бар неку улогу у атентату. Према Марсу, издавање извршне наредбе 11110 био је Кенедијев напор да пренесе власт са Федералних резерви на Министарство финансија Сједињених Држава, тако што је замијенио новчанице Федералних резерви сребрним сертификатима. Глумац и писац — Ричард Белзер, навео је да су у тој теорији одговорни амерички милијардери, моћни брокери и банкари који раде у тандему са ЦИА и другим „симпатичним агентима владе“.
Чланак из 2010. у часопису Research у којем се расправља о разним контроверзама око Федералних резерви, наводи да је „најлуђа оптужба против резерви та да су умијешани у Кенедијево убиство“. Критичари теорије кажу да је Кенеди позвао и потписао закон којим се поступно укида сребрни сертификат у корист новчаница Федералних резерви, чиме се повећава моћ Федералних резерви, као и да је Извршна наредба 11110 била техничка ствар која је само делегирала постојећа предсједничка овлашћења Секретару трезора ради административне погодности током периода транзиције.

### Завјера израелске владе
Непосредно након Кенедијеве смрти, спекулације да је он убијен од стране „ционистичке завјере“ преовладале су у већем дијелу муслиманског свијета. Заговорници теорије сматрали су да су ционисти били мотивисани да убију Кенедија због његовог противљења израелском нуклеарном програму, да је Линдон Џонсон добио наређења од циониста да убије Кенедија и да је атентатор био ционистички агент.
У књизи Коначна пресуда: карика која недостаје у контроверзи о убиству ЏФК-а, Мајкл Колинс Пајпер је написао да је израелски премијер — Давид Бен-Гурион, организовао атентат након што је сазнао да је Кенеди планирао да спријечи Израел да добије нуклеарно оружје. Пајпер је рекла да је атентат био заједнички подухват спроведен на највишим нивоима америчке агенције ЦИА, у сарадњи са организованим криминалом, уз директну и дубоку умијешаност израелске обавјештајне службе — Мосада. У теорији се такође наводи умијешаност Мејера Ланског и Лиге за борбу против клевете. Мордекај Вануну је 2004. године изјавио да је атентат био одговор Израела на притисак Кенедија на Бен-Гуриона, да „расвијетли Димонин нуклеарни реактор у Израелу“. У говору пред Генералном скупштином Уједињених нација 2009. године, либијски лидер — Муамер ел Гадафи, такође је навео да је Кенеди убијен јер је желио да истражи Димону.

## Остале објављене теорије
[[Датотека:Hickey-ar-15 jfk.jpg|thumb|Агент тајне службе — Џорџ Хики, држи пушку колт -{AR-15}+.]]
- Основана сумња (1985) Хенрија Харта, који пише о својим сумњама у Воренову комисију. Харт везује заплет за професионалног преваранта Роберта Истерлинга, заједно са тексашким нафташима и наводним савезом Фери/Шо.[62]
- Гле, блиједи коњ (1991) Вилијама Купера, у којој се наводи да је Кенедија упуцао возач предсједничке лимузине, агент Тајне службе — Вилијам Грир.[537] У Запрудеровом филму, Грир се види како се окреће удесно и гледа уназад непосредно прије него што се убрзано удаљио од Дила плазе. Та теорија је наишла на оштре критике других у истраживачкој заједници.[538]
- Ехо са Дила плазе (2008) бившег агента Тајне службе Абрахама Болдена[539] и Смрт излазећег сунца (2017) Кевина Џејмса Шеја,[540] обрађују детаљне заплете који су се десили непосредно прије Кенедијевог пута у Далас 1963. године, у Чикагу и Флориди. Болден је написао да су током тих мјесеци, унутар Тајне службе кружиле гласине о кубанским дисидентима и десничарским јужњацима који су прогонили Кенедија у потрази за шансом да га убију. Безбједносна пријетња у Чикагу почетком новембра 1963. укључивала је бившег маринца — Томаса Артура Валија, који је ухапшен након што је полиција у његовом возилу пронашла пушку М-1, пиштољ и 3.000 комада муниције.[541] Болден је написао такође да је пушка велике снаге заплијењена од другог осумњиченог завјереника у Чикагу непосредно прије него што је Кенедијев пут тамо отказан.[541] Власти су такође навеле сличне пријетње у Тампи, Флориди и Мајамију око недељу дана касније.[541]
- Акт о издаји: Улога Џ. Едгара Хувера у убиству предсједника Кенедија (1991) Марка Норта, укључује директора ФБИ. Норт истиче да је Хувер био свјестан пријетњи организованог криминала Кенедију прије 1963. и сугерише да није предузео одговарајуће мјере да спријечи атентат. Он такође оптужује Хувера да није радио на адекватан начин да открије истину иза Кенедијевог убиства.[542]
- Смртна грешка: Пуцањ који је убио ЏФК (1992) Бонара Менингера, наводи да, иако је Освалд покушао да убије Кенедија и успио да га рани, смртоносни хитац је случајно испалио агент Тајне службе — Џорџ Хики, који се возио у пратећем аутомобилу Тајне службе директно иза предсједничке лимузине.[543] Према теорији, након прва два хица, поворка возила је убрзала док је Хики покушавао да одговори на Освалдове пуцње, приликом чега је изгубио равнотежу и случајно повукао обарач своје пушке и погодио Кенедија.[543] Хики је на свједочењу изјавио: „на крају последњег пуцња посегнуо сам до дна аутомобила и подигао пушку АР 15, напео је, напунио и окренуо се уназад.“[544] Џорџ Хики је тужио Менингера и издавачку кућу St. Martin's Press у априлу 1995. године,[545] али је случај одбачен 1997. због застарјелости, јер је Хики чекао предуго након објављивања књиге.[546] Теорија је привукла пажњу јавности 2013. године када је подржана књигом и документарцем Колина Макларена под називом ЏФК: Пиштољ који се дими.[547]
- Ко је убио ЏФК-а?: Водич кроз главне теорије завјере (1993) Боба Калахана и Марка Зингарелија истражује неке од опскурнијих теорија у вези са убиством Кенедија, као што је „Теорија Кока-коле“.[548] Према тој теорији, коју је предложио уредник часописа за органско баштованство, Освалд је убио Кенедија због менталног оштећења узрокованог зависношћу од рафинисаног шећера, о чему свједочи његова потреба за кока-колом одмах након атентата.[549]
- Пасош за атентат (1993) Олега М. Нечипоренка, совјетског конзуларног званичника и високо позиционираног официра КГБ који се састао са Освалдом у Мексико Ситију 1963. Њему је пружена прилика да интервјуише Освалда о својим циљевима, укључујући његову истинску жељу за кубанском визом, а његови закључци су били: (1) да је Освалд убио Кенедија због екстремног осјећања неадекватности у односу на исказано дивљење његове супруге; (2) да КГБ никада није тражио обавјештајне информације од Освалда током његовог времена у СССР-у јер нису вјеровали његовој мотивацији.[550]
- Освалдова прича: Америчка мистерија (1995) Нормана Мејлера, закључује да је Освалд крив, али сматра да докази могу да указују на другог револвераша на травнатом брежуљку, који је, случајно, покушавао да убије Кенедија у исто вријеме када и Освалд.[551] Мејлер је написао: „ако је заиста постојао још један хитац, није га нужно испалио Освалдов завјереник. Такав пиштољ је могао да припада другом убици или завјеренику који је радио за неку другу групу.“[552]
- Побуна Кенедија (2002) Вила Фрица, наводи да је завјеру за атентат организовао генерал Едвин Вокер и да је он подметнуо Освалду за злочин.[553]
- ЏФК: Друга завјера (2002) Метјуа Смита истражује чудан случај Роскоа Вајта.[554] Роскоов син Рики је 1990. године објавио тврдњу да је његов отац, који је 1963. био полицајац у Даласу, умијешан у убиство Кенедија.[555] Роскоова удовица Женева, такође је тврдила да је прије смрти 1971. њен муж оставио дневник у којем тврди да је био један од стријелаца који су пуцали у Кенедија, као и да је убио полицајца Џеја Типита.[555]
- У Запрудеровом филму (2003) Дејвида Врона, професора историје на универзитету Висконсин-Стивенс Појнт, закључено је да је хитац који је убио Кенедија, као и његове ране које су настале у грлу и леђима, изазване хицима који потичу са травнатог брежуљка.[556] Сматра се да су три хица испаљена из три различита угла, а да ниједан од њих није са прозора на шестом спрату Тексашког складишта школских књига.[556]
- Досије драги камен: аутобиографија (2006) Стефани Каруане, наводи да је Освалд био дио тима за убиство од 28 људи који је укључивао тројицу убица америчке мафије: Џимија Фратијана, Џона Розелија и Јуџина Брејдинга, а Освалдова улога је била да пуца на Џона Коналија. Брус Робертс, аутор радова Досије драги камен, тврдио је да је сценарио атентата на Кенедија направљен по узору на наводни покушај убиства предсједника Френклина Д. Рузвелта. Рузвелт се возио у отвореном аутомобилу са градоначелником Чикага — Антоном Чермаком, кога је је пуцао и убио Ђузепе Зангара.[557] У Даласу је Кенеди био права мета, а Конали споредна. Убиство Кенедија је само мали дио извјештаја Досијеа драги камен.[558]
- ЛБЏ и завјера за убиство Кенедија (2011) Џозефа П. Фарела, истиче да су многи имали вишеструке интересе за смјену предсједника Кенедија: војска, ЦИА, НАСА, анти-Кастрове фракције, Хуверов ФБИ и други.[559] Фарел је написао да је особа која је омогућила свим овим групама да оформе „сплет интереса” био потпредсједник Линдон Џонсон.[559]
- У објави Наводи ПФК Јуџина Динкина,[560] Фондација Мери Фарел резимира и архивира документа у вези са војником прве класе — Јуџином Б. Динкином, оператером криптографских кодова стационираним у Мецу, који је дезертирао почетком новембра 1963. године, а затим је ушао у Швајцарску користећи лажну личну карту и посјетио је канцеларију за штампу Уједињених нација и изјавио да званичници у америчкој влади планирају да убију предсједника Кенедија, додајући да би се „нешто“ могло догодити главнокомандујућем у Тексасу.[560] Динкин је ухапшен девет дана прије него што је Кенеди убијен, смјештен је на психијатријску његу и пуштен је убрзо након атентата.[560] Његови наводи су на крају доспјели до Воренове комисије, али према извјештају Фондације Ферел, Комисија се није интересовала за ово питање и изоставила јш било какво помињање Динкина из својих енциклопедијских 26 томова доказа.[561]
- Састанак у Даласу (1975) Хјуа Макдоналда, Associated Press је описао као „једну од најчуднијих теорија“.[562] У књизи је наведено да је совјетска влада склопила уговор са одметнутим агентом ЦИА по имену „Сол“, да убије Кенедија.[563] Макдоналд је рекао да је радио за ЦИА „на задатку за 100 долара дневно“ и да је срео „Сола“ у сједишту Агенције након инвазије на Залив свиња.[564] Према Макдоналду, његов ментор из ЦИА му је рекао да је „Сол“ најбољи убица на свијету.[565] Макдоналд је изјавио да је након атентата препознао фотографију човјека у извјештају Воренове комисије и на крају га је пратио до хотела у Лондону 1972. године.[564][565] Макдоналд је изјавио да је „Сол“ претпоставио да је и он био агент ЦИА и повјерио му се да је пуцао на Кенедија из зграде на другој страни улице од складишта књига.[562]
- Номенклатура о фракцији за убиство (1970) Вилијама Торбита, у којој тврди да је адвокат са истражним вјештинама који ради на југу. „Торбит“ је био један од првих писаца који је јавно критиковао званични извјештај Воренове комисије, а у књизи тврди да је извјештај Воренове комисије прикрио чињеницу да је америчка влада била свјесна завјере да се убије Кенеди и да није предузела мјере против ње. Упркос опскурности рада, тврдња о свијести владе и немару у вези са завјером за убиство од тада је постала кључни оквир око расправе о убиству Кенедија.[566]
- Џудит Вари Бејкер тврди да је током љета 1963. имала прељубничку аферу са Освалдом у Њу Орлеансу док је са њим радила на ЦИА пројекту биолошког оружја да убије Фидела Кастра. Према Џону Мекадамсу, Бејкер представља „класичан случај помјерања граница вјеродостојности предалеко“.[567]